# Портландський мистецький музей
Портландський мистецький музей у Портланді (Орегон), був заснований у 1892 році, що робить його найстарішим художнім музеєм на Західному узбережжі США та сьомим найстарішим у США. Після завершення останньої реконструкції Портландський мистецький музей став одним з 25 найбільших мистецьких музеїв США з загальною площею 22000 м² й площею галерей 10400 м². Постійна колекція налічує понад 42 000 творів мистецтва, зі звичайними одною, або більше додатковими пересувними виставками. Мистецький музей містить:
- центр корінного американського мистецтва,
- центр мистецтва Північного Заходу,
- центр модерністського мистецтва,
- центр сучасного мистецтва,
- постійні виставки азійського мистецтва,
- відкритий для громади сад скульптури,
- Північно-Західний кіноцентр перебуває у складі Портландського мистецького музею.

## Історія
Первинно музей було засновано, як Портландська мистецька асоціація у 1892 році 7-ма видатними діячами бізнесу та культури міста для створення якісного мистецького музею для міста, населення якого тоді досягло 50 тисяч мешканців. Генрі Корбетт пожертвував 10 тисяч доларів, на які була придбана колекція зі 100 гіпсових відливів грецької та римської скульптур. Колекція спочатку була виставлена у бібліотеці повіту Мултнома, розташованій на перехресті 7-ї й Старк вулиць у даунтауні Портланда.
У 1905 році Портландський мистецький музей переїхав у власну будівлю на розі 5-ї й Тейлор вулиць.

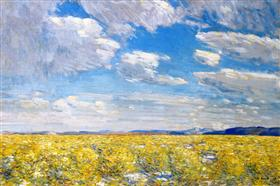
Полуденне небо у пустелі Харні Чайлда Хассана

У 1908 році музей придбав свій перший оригінальний витвір мистецтва «Полуднє небо, пустеля Харні» американського художника-імпресіоніста Чайлда Хассама, який разом зі своїм другом Чарльзом Вудом часто відвідував повіти Малер та Харні у Східному Орегоні.
Анна Бель Крокер, куратор музею у 1909—1936 роках, стала однією з найважливіших ранніх фігур Портландського художнього музею. Вона також була першою керівницею художньої школи-музею, що відкрилася у 1909 році й тепер називається Тихоокеанський північно-західний коледж мистецтв.
Наприкінці 1913 року в музеї відбулася одна з найважливіших ранніх виставок. На виставці були представлені твори мистецтва, що ознайомили американську аудиторію з модерністським мистецтвом, що включала твори Сезанна, Ван Гога, Гогена, Матісса, Мане, Ренуара та суперечливу картину Марселя Дюшана Оголена, що спускається сходами.
У 1920-х роках музею була подарована 22 меценатами картина Дерево французького художника Андре Дерена для постійної колекції музею. Селлі Льюїс з видатної портландської родини подарувала музею скульптуру «Муза» Константина Бранкузі у 1959 році.

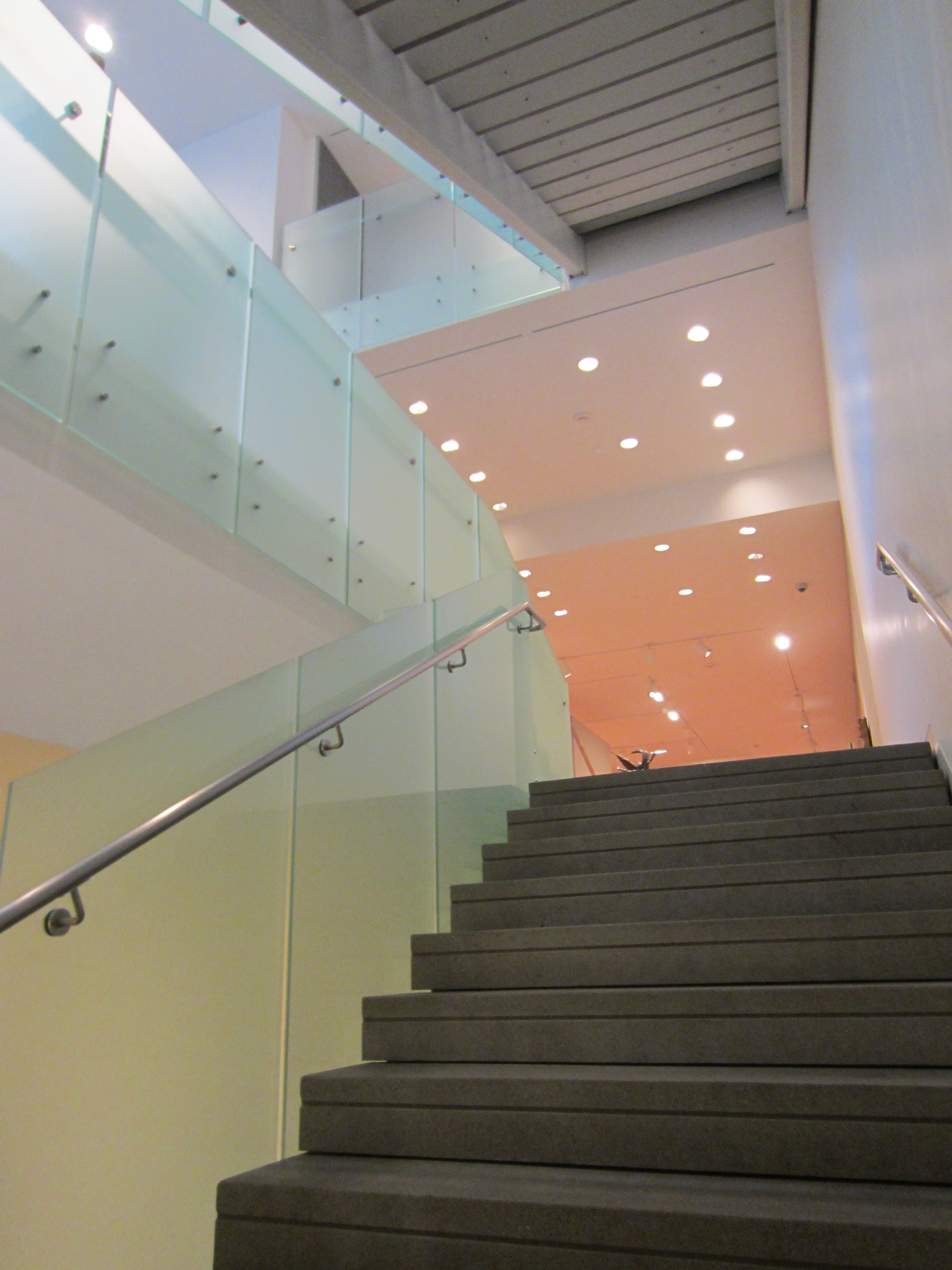
Сходи всередині музею

Остаточно музей переїхав у 1932 році у будівлю на розі Парк-авеню й Джефферсон-стріт. Будівля спроектована відомим портландським архітектором П'єтро Беллуші розташована вздовж центральних блоків Південного парку, що залишається визначною пам'яткою в культурному районі міста. Вона зведена на пожертву Вінслоу Б. Еєра у розмірі 100 тисяч доларів. З цієї причини первісну частину сьогоднішнього великого головного корпусу називають Еєрським крилом.
Лише через шість років розпочалося будівництво крила Гірша для розширення основної будівлі, що також було спроектоване П'єтро Беллуші, й що значною мірою фінансувалося за заповітом Елли Гірш на честь її батьків Соломона та Жозефіни Гірш. Нове крило відкрилося у 1939 році й подвоїло площу галерей музею.
У 1943 році музей нарахував постійну колекцію з 3300 об'єктів та 750 робіт у довгостроковій позиці.

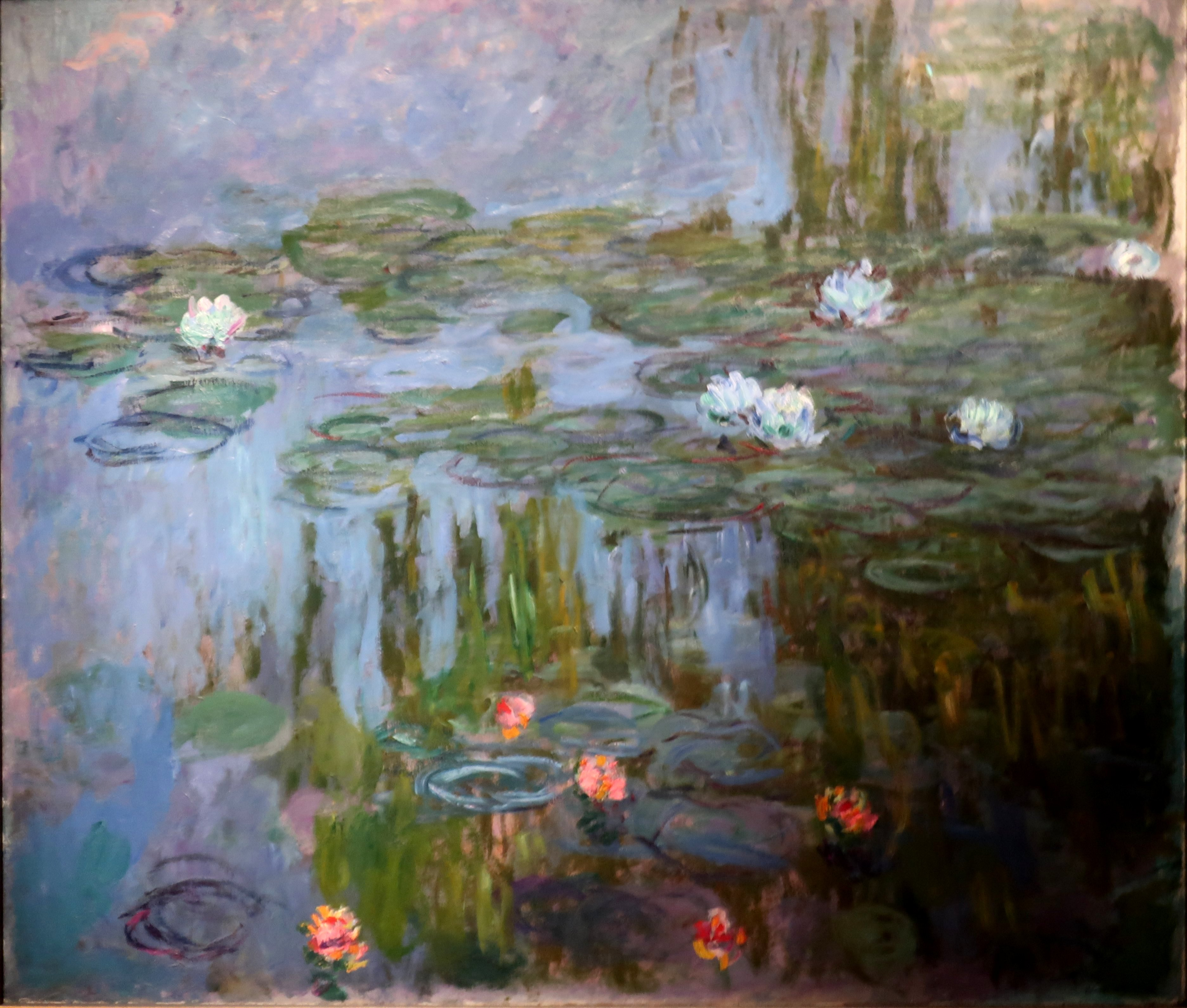
Картина Водяні лілії Клода Моне у Портландському мистецькому музеї

Більше 80 000 осіб відвідали виставку Вінсента Ван Гога в 1959 році, виручку від якої музей використав для придбання картини Водяні лілії Клода Моне.
У 1968—1070 роках до музею було добудовано Меморіальне крило Гофмана, названого за Л. Хоулі Гофманом, який двічі обіймав посаду президента музею. Архітектором знову став П'єтро Беллуші, що дозволило йому здійснити повне бачення музею, яке він замислив майже 40 років тому. Розширення створило приміщення для класів та студій Мистецької школи музею, торгового центру скульптур, нового сховища для колекцій та аудиторій.
У 1978 році Вівіан та Гордон Гілкі розпочали співпрацю з музеєм, що призвело до відкриття Центру графіки Вівіан й Гордон Гілкі у 1993 році. Також у 1978 році до музею було включено Північно-Західний кіноцентр, що пропонує широкий спектр кінофестивалів, класів та просвітницьких програм, орієнтованих на кінематографічне мистецтво.

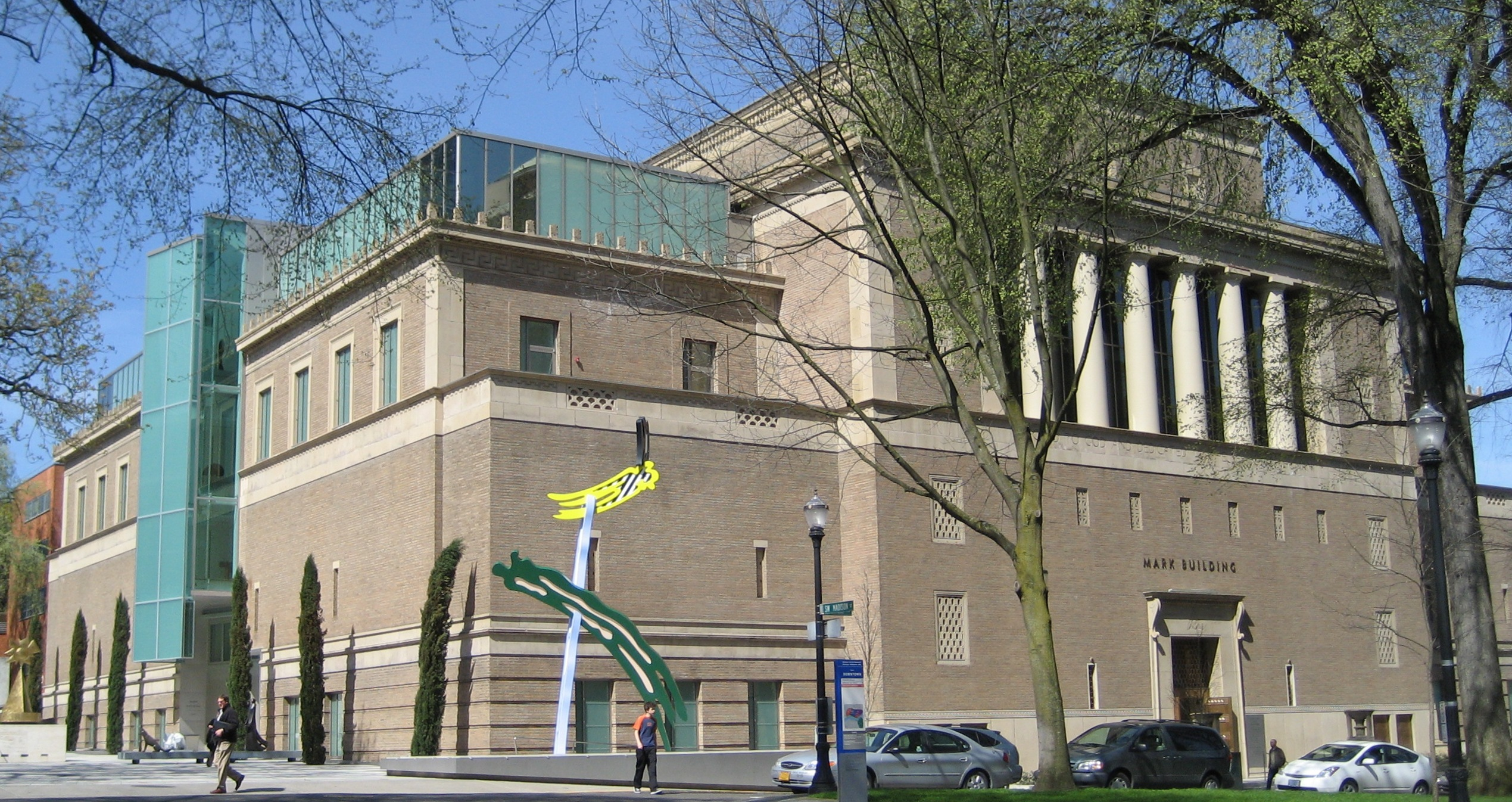
Будівля Марк Портландського мистецького музею — колишній Портландський масонський храм

Художній музей Портланда відсвяткував сторічний ювілей у 1992 році, відзначений рішенням про придбанням масонського храму, що здійснилося у 1994 році. Тепер колишній храм відомий як будівля Марка. У 1994 році розпочалася капітальна реконструкції головного корпусу, що включав в себе покращення галерей, перевстановлення постійної колекції й оснащення будівлі системою кліматичного контролю. Реконструкція дозволила музею прийняти найуспішнішу виставку за всю свою історію: «Імператорські могили Китаю», що привела у 1995 році до музею 430 тисяч відвідувачів.
Основний ремонт крила Гофмана за 45 мільйонів доларів було завершено у 2000 році, що додало понад 5 тисяч м2 нового галерейного простору:
- Центр корінних американських мистецтв Гранд-Ронд,
- Центр мистецтва Арлена та Гарольда Шнітцер.

У 2001 році музей здійснив найбільше придбання за всю свою історію, — приватної колекції відомого нью-йоркського мистецтвознавця Клімента Грінберга, що складалася зі 159 робіт таких художників, як Кеннет Ноланд, Жюль Оліцький та Ентоні Каро, що суттєво розширили постійну колекцію музею модерного й сучасного мистецтва XX сторіччя. Щоб розмістити цю нову колекцію, музей реконструював колишній масонський храм, перетворивши його на Будівлю Марк площею у 13100 м2, що відкрилася у 2005 році. Реконструкція додала 6-й поверх у 2600 м², де розмістилися Центр модерного й сучасного мистецтва Юбіц, що є найбільшим виставковим простором модерністського й сучасного мистецтва на Північному Заході США. У будівлі Марка також розміщена бібліотека родини Крумпакер у 33 000 томи, зали для зустрічей, бальні кімнати та адміністративні кабінети.
Зараз колекція, що складається з понад 42 тисяч предметів, робить Портландський мистецький музей одним з провідних культурних установ на Тихоокеанському Північному Заході США.

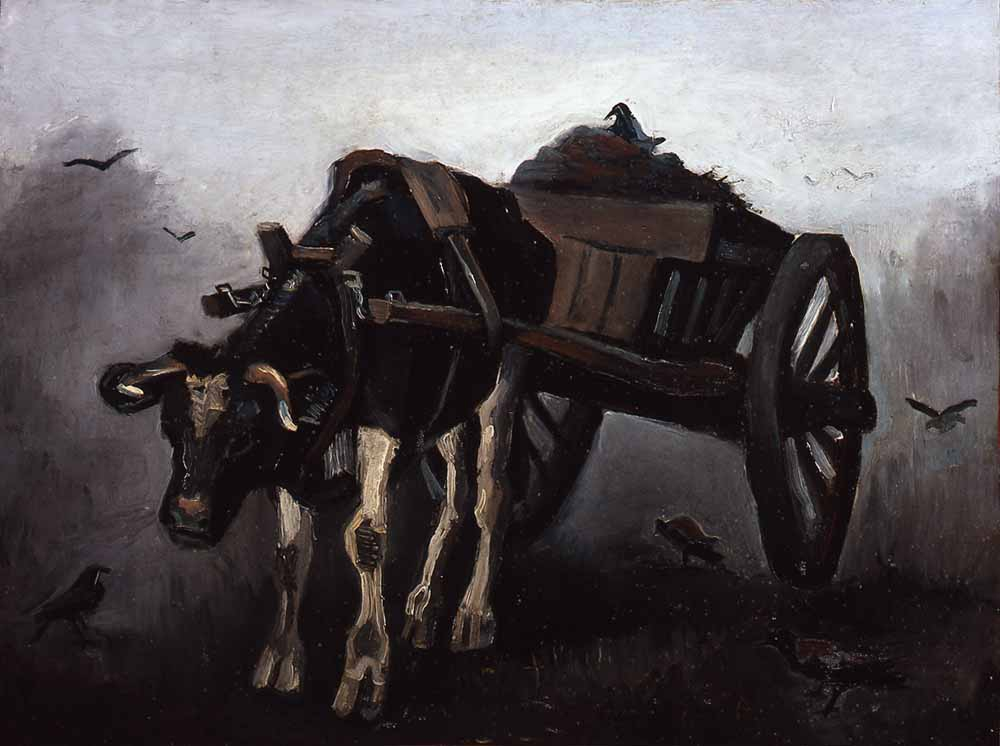
Воловий віз Вінсента ван Гога

У 2007 році картина Вінсента Ван Гога 1884 року «Воловий віз» була передана музею й стала першою роботою цього художника у музеї Північного Заходу.
У 2016 році Портландський мистецький музей оголосив, що візьметься за добудову павільйону Ротко зі скляними стінами, щоб об’єднати дві вільно стоячі будівлі. Тут будуть виставлені головні твори Марка Ротко, які, за згодою його дітей, будуть передаватися у обіг з приватної колекції індивідуально, протягом наступних двох десятиріч.

## Художні твори
У музеї є колекція з понад 42 тисячі предметів й творів мистецтва. Серед них:
- Кастель Гандольфо Джорджа Іннесса — Колекція американських мистецтв,
- Маунт-Худ Альберта Берштадта — Американська колекція мистецтв,
- Знахідка Мойсея (пр. 1730 р.) Джамбаттіста Піттоні
- Прибуття західників зі школи Кано (японська Доба Едо) — Колекція азійських мистецтв,
- Париж: Quai de Bercy — La Halle aux Vins від Поля Сезанна — Колекція модерного й сучасного мистецтва,
- Водяні лілії Клода Моне — Колекція модерного й сучасного мистецтва,
- Річка в Лавакорті Клода Моне
- Князь Патуцький Червоний Юлія Олицького — Колекція модерного й сучасного мистецтва
- Сена в Аргентейлі П'єра Ренуара
- Воловий віз Вінсента ван Гога
- Різдво Таддео Гадді
- "Мадонна й дитина" Секко ді П'єтро
- Алегорична фігура жінки Франца Фон Стака
- Вершина міста Роджера Брауна
- Муза Константина Бранкузі
- Лікунт Даніель Айлін (Світова сцена: Ізраїль) Кехінде Вілей[9]
- Палі родинного дерева від Нан Кюртіс[10]

## Сімейна бібліотека Крумпакер
Сімейна бібліотека Крумпакер, заснована разом з музеєм у 1892 році й містить понад 40 000 каталогізованих томів. Бібліотека відкрита для дослідників за попередньою домовленістю. Відвідувачі також можуть переглядати минулі лекції музею та митецькі відеозаписи у медіа-залі.

## Галерея

### Європейське мистецтво
Колекція розташована у Головній будівлі на 2-му поверсі. З заснування у 1892 році європейське мистецтво є ядром колекції музею, що охоплює твори від античності до XIX сторіччя. У зібранні:
- стародавньо-грецькі, стародавньо-римські, етруські витвори мистецтва, що містять червоні й чорні фігурні вази, невелику бронзу й скло;
- живопис французьких імпресіоністів XVIII ст.;
- живопис й скульптура доби ренесансу й бароко XIV—XVIII ст.; серед творів бароко: Портрет кардинала Доменіко Рівароли голландця Антоні ван Дейка, Волумнія перед Коріоланом студента Рембранта ван Рейна та його друга Ґербранда ван ден Екгоута й Дух танцю Жана-Батиста Карпо;
- картини французьких митців XVII сторіччя: Філіпп де Шампань, Мішель Корнель, Жак Стелла, Жан-Франсуа де Трой, Жан-Батіст Грез, Жан-Оноре Фраґонар, Гюстав Курбе й Жан Батіст Каміль Коро.

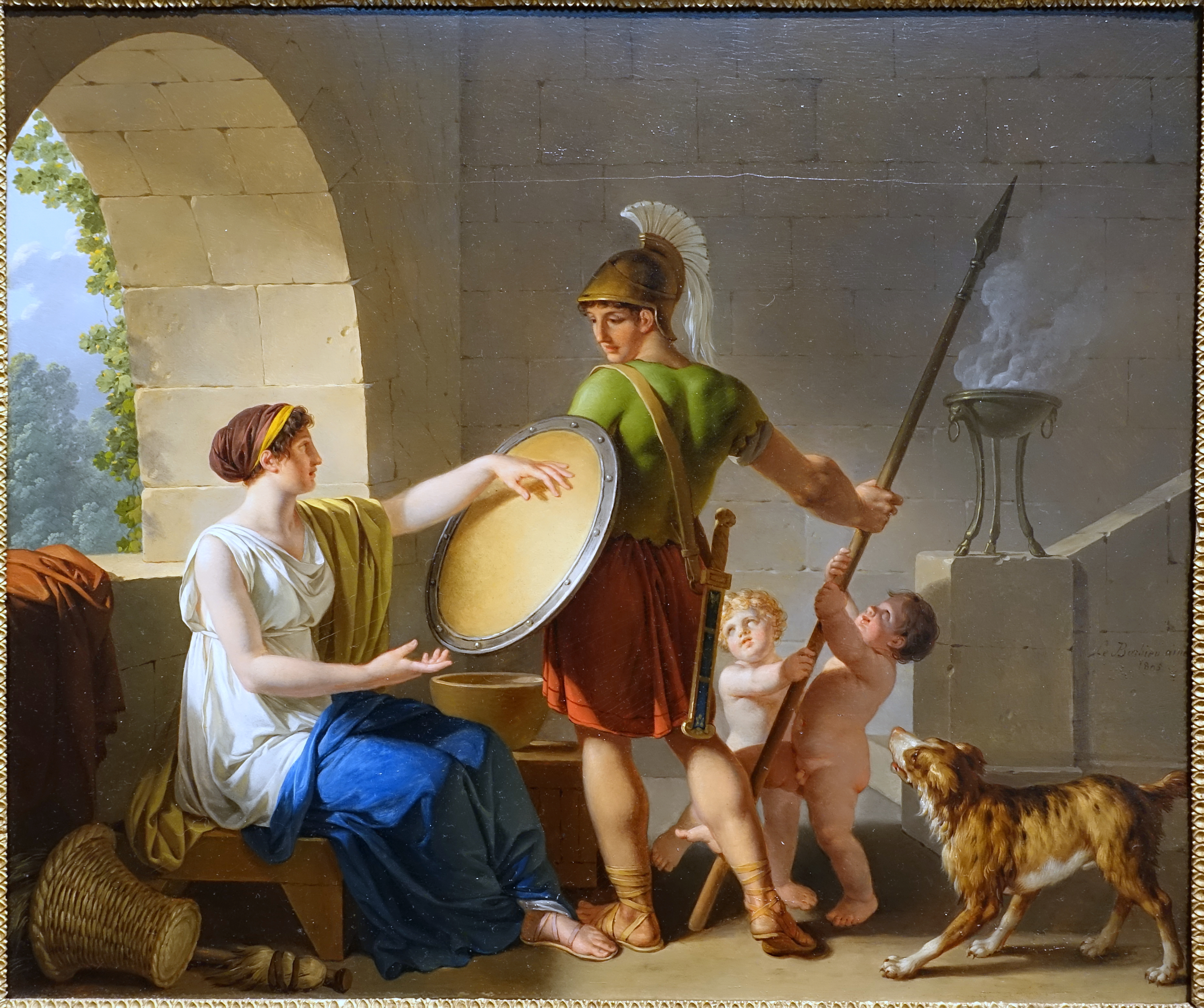
Спартанка дає щит своєму сину - Жан-Жак-Франсуа Ле Барб'є - 1805
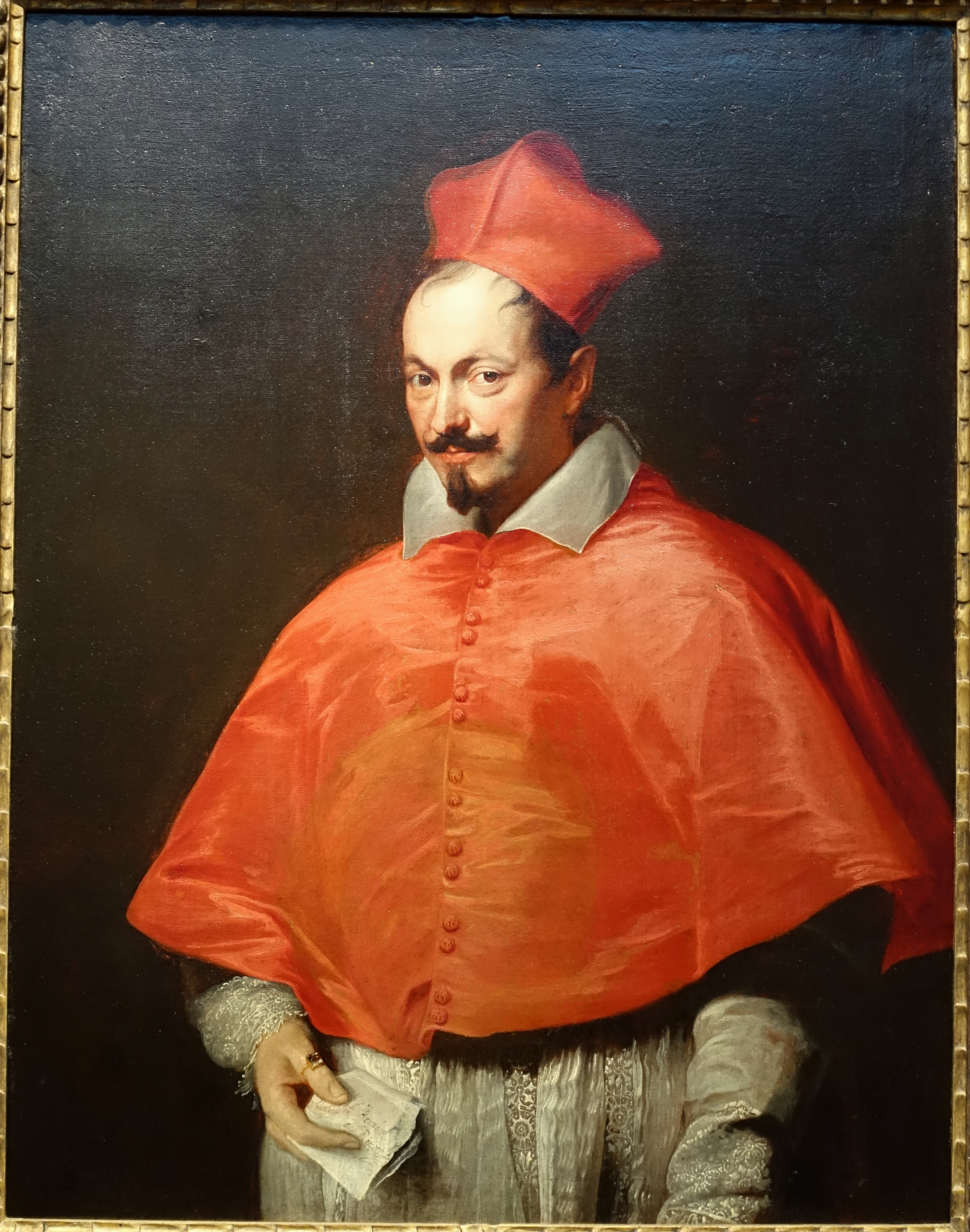
Портрет кардинала Доменіко Рівароли - сер Антоні ван Дейк - 1623-1624
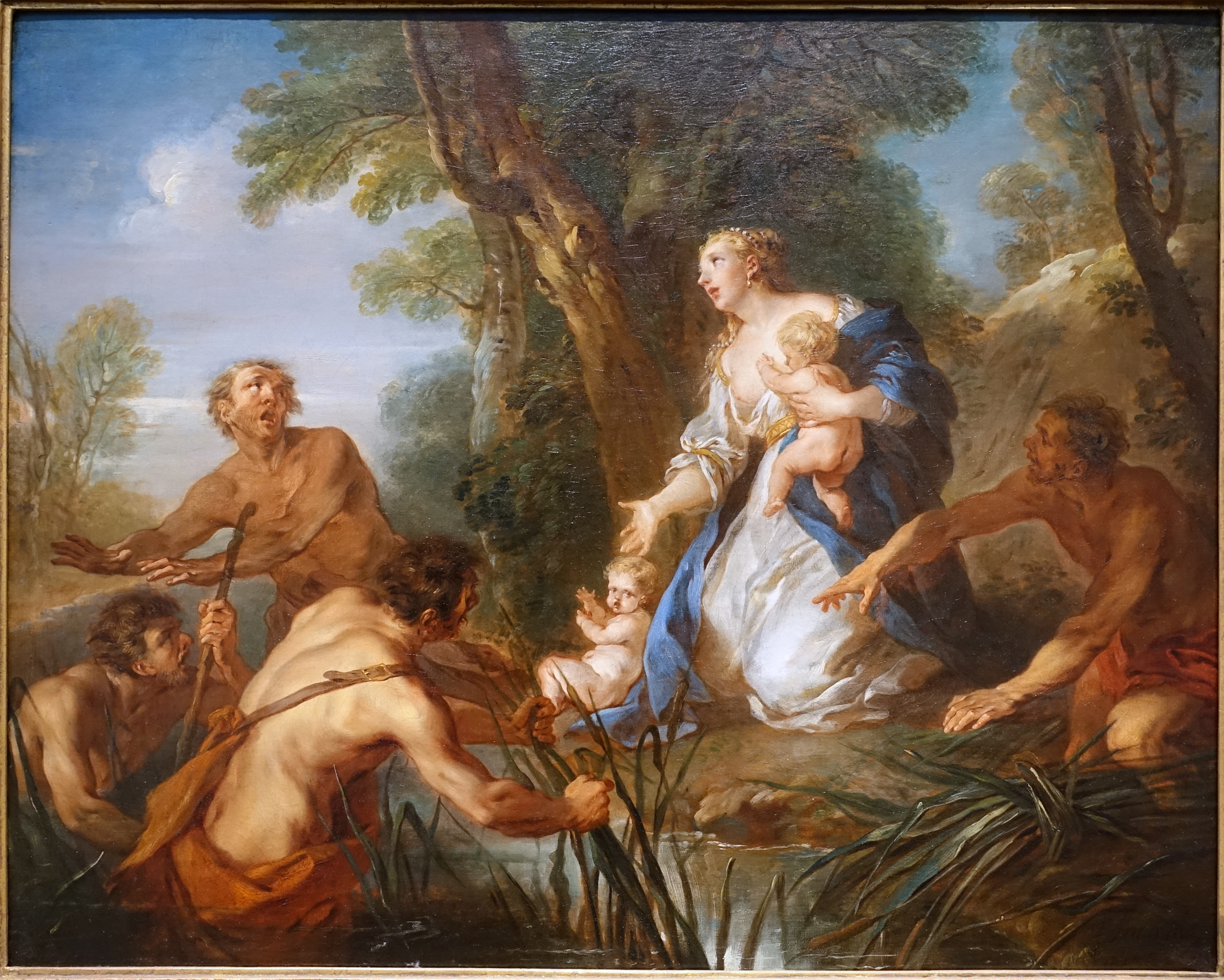
Латона й селяни Лікії - Франсуа Лемойн - 1721
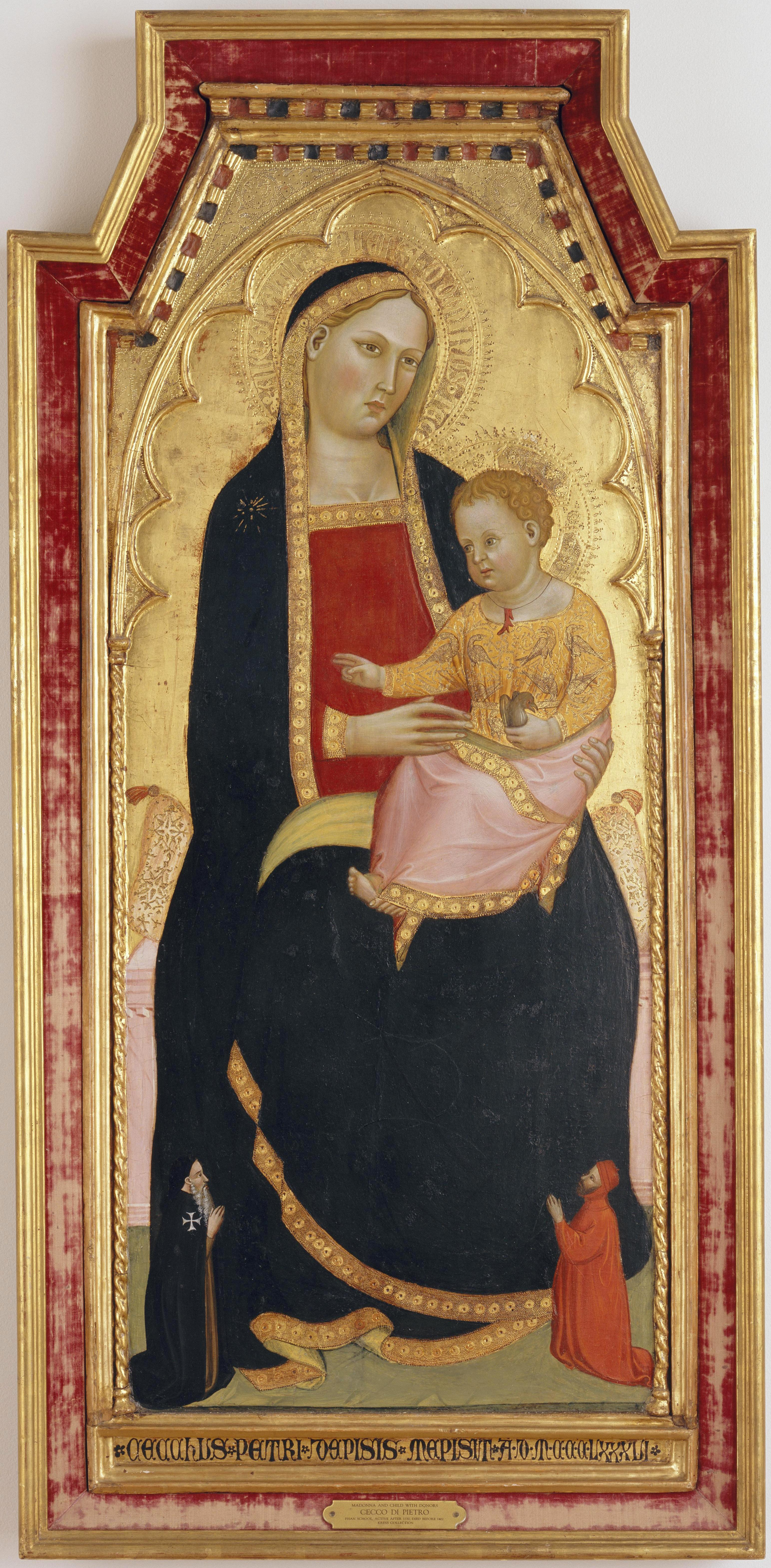
Мадонна з дитиною та донори - Чекко ді Пьєтро - 1386
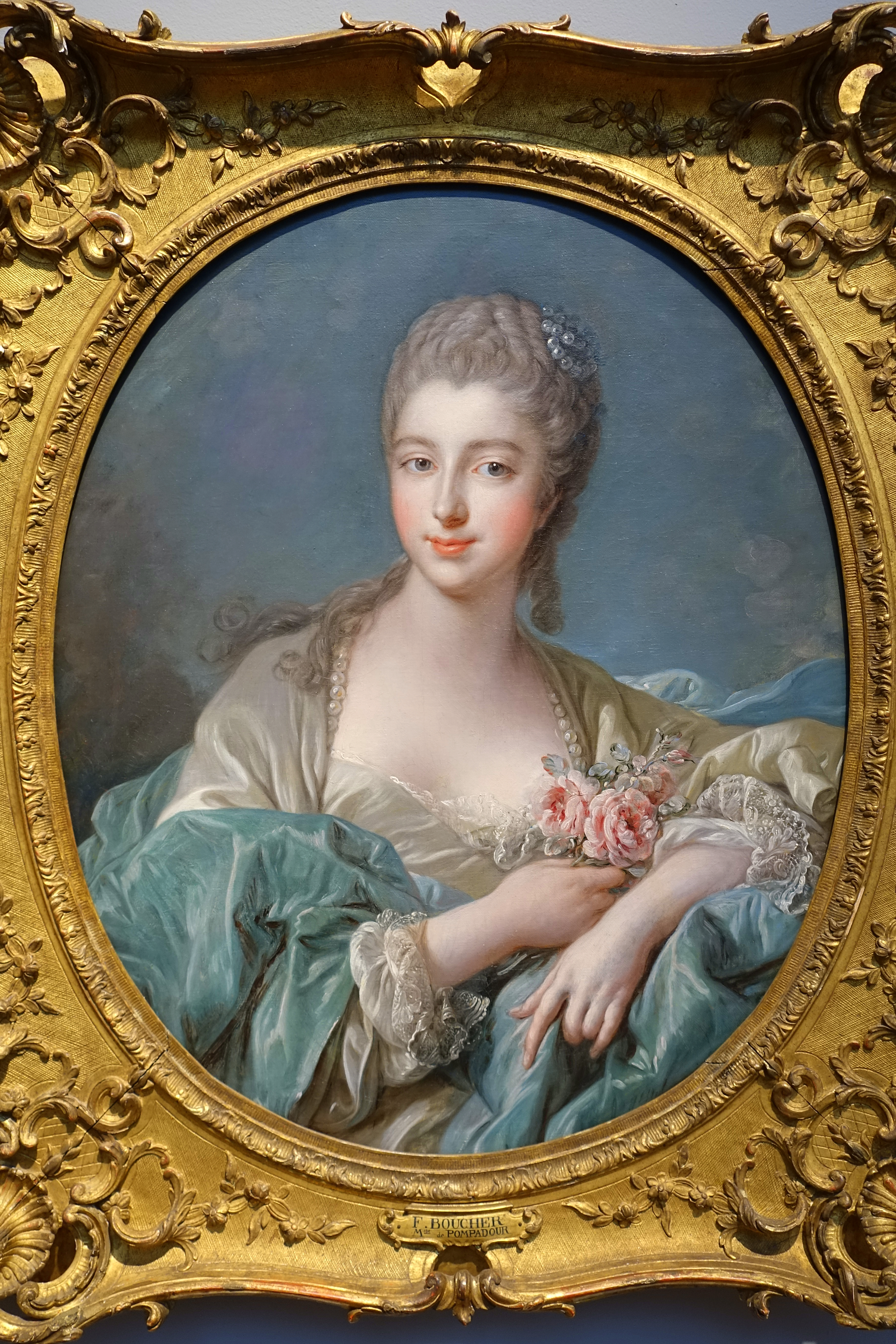
Портрет панночки - Франсуа Буше - 1760-1770
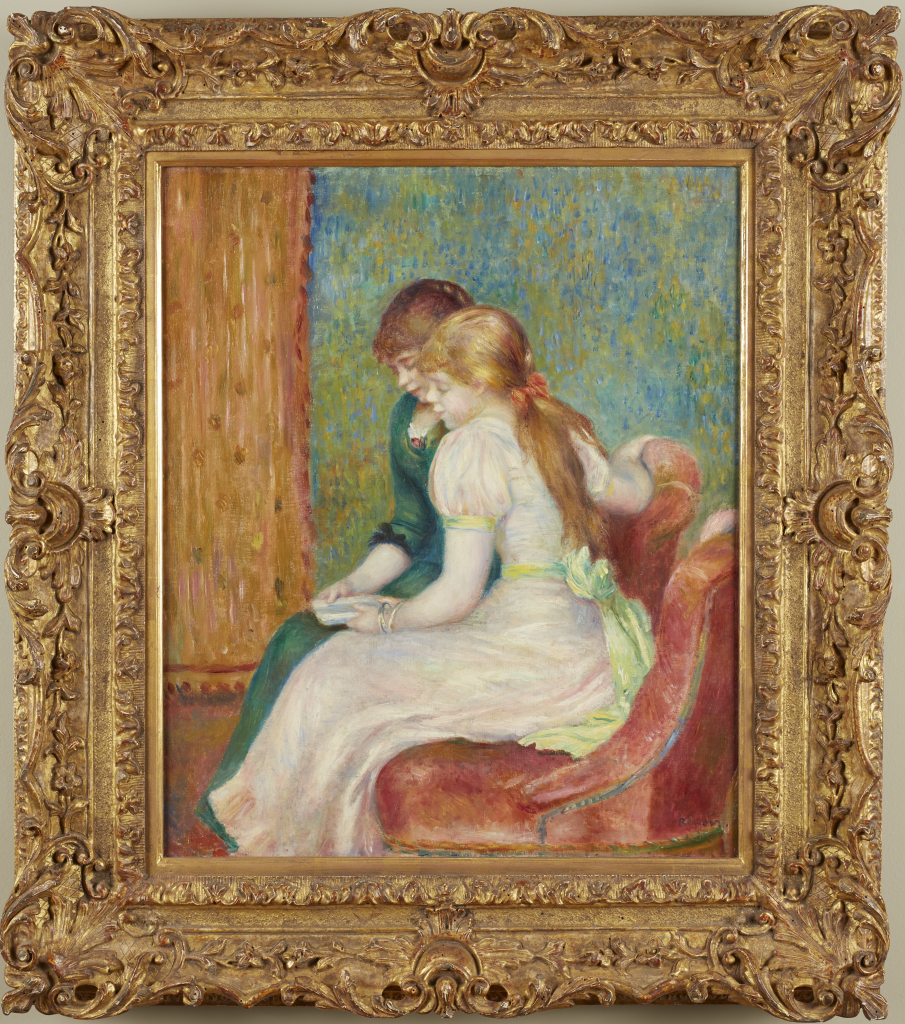
Дівчатки читають - П'єр-Огюст Ренуар - 1891
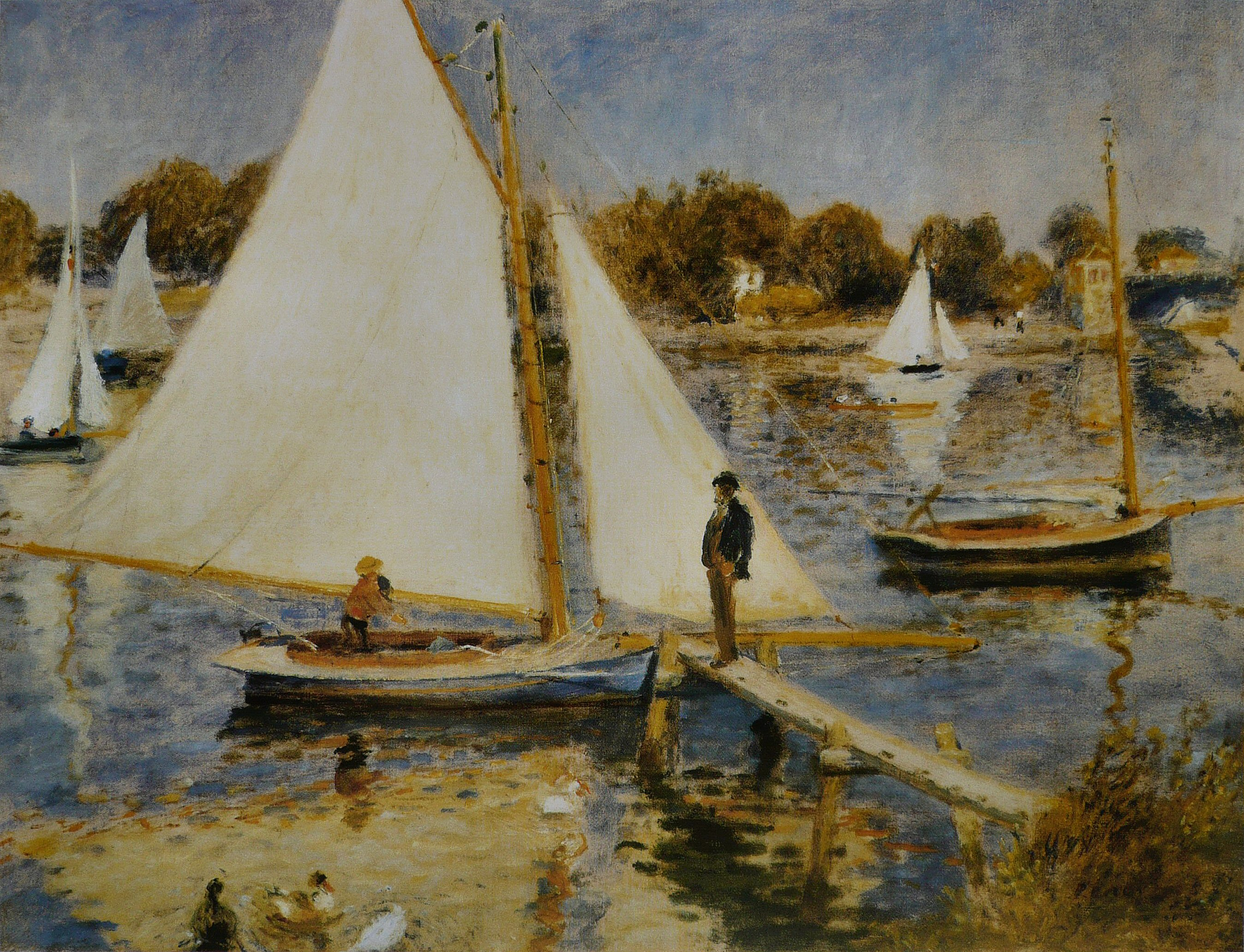
Сена у Аргентейлі - П'єр-Огюст Ренуар
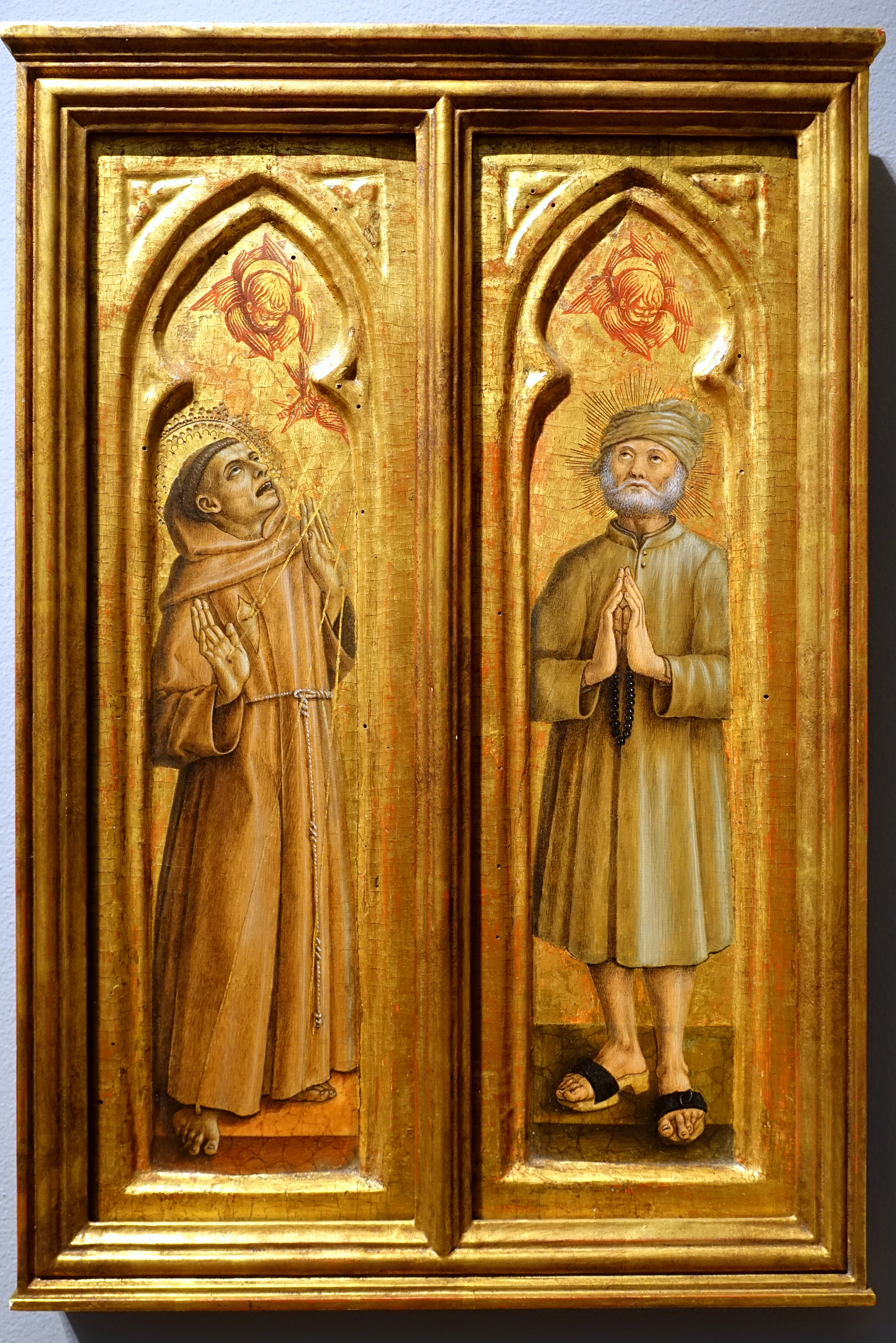
Святий Франциск отримує стигмати (кровоточні рани) й благословенний Андре Галлерані - Карло Крівеллі - 1490
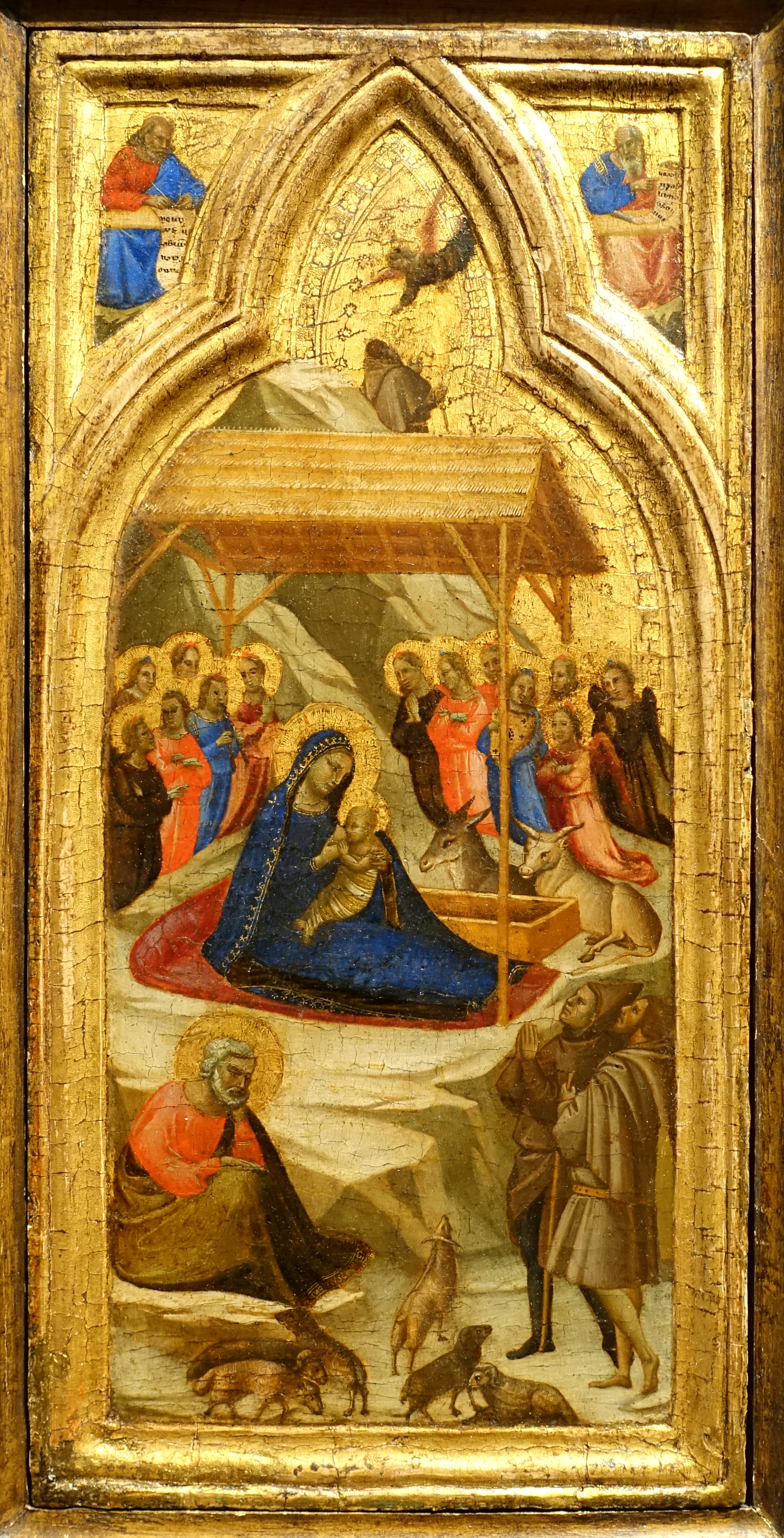
Різдво Христове - Таддео Гадді - 1335
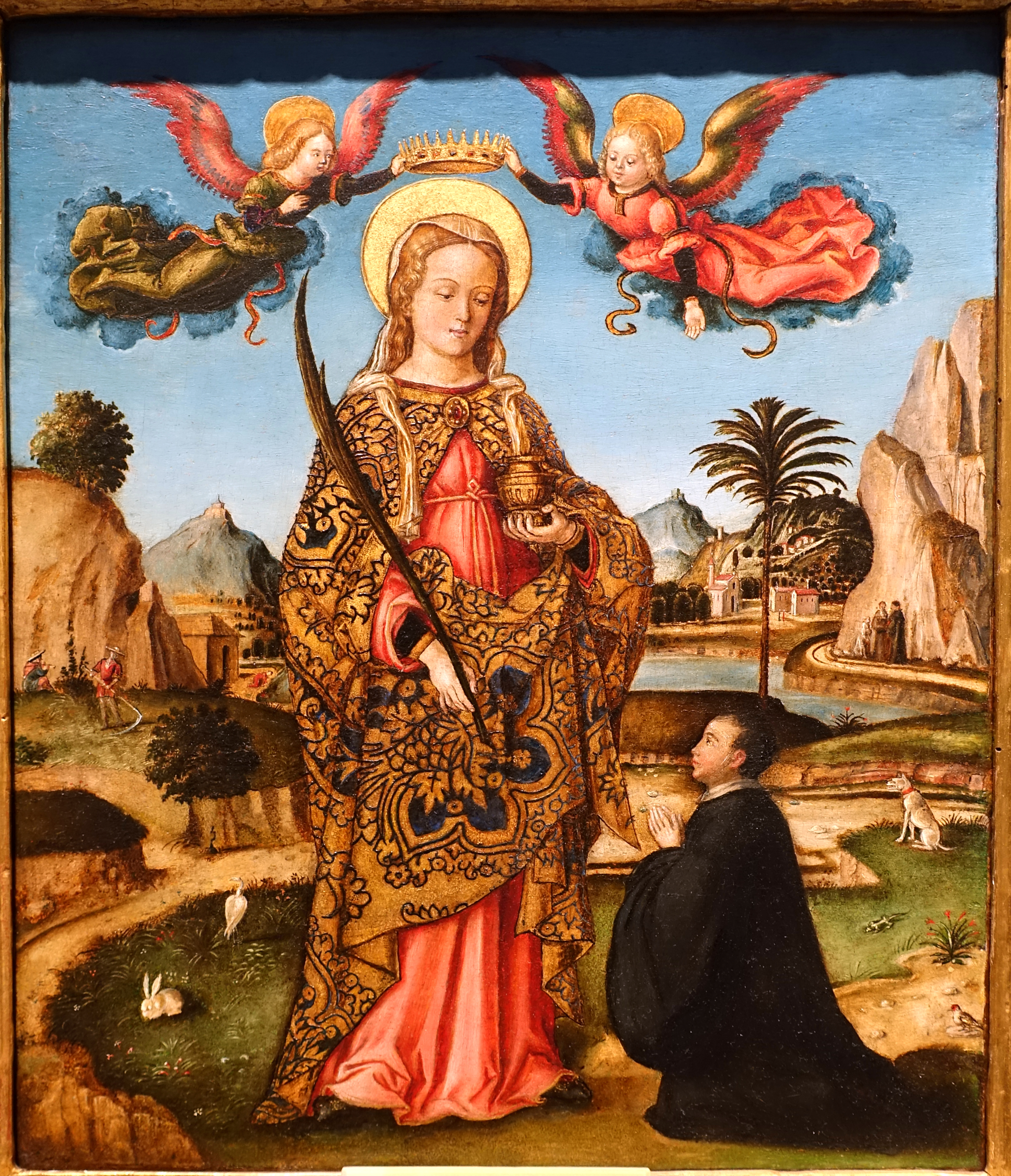
Свята Люсі й донор на колінах - Ладзаро Бастіані - 1480-1490

### Американське мистецтво
Американське мистецтво є одним з головних напрямів музею з початку його створення у 1892 році. Колекція картин і скульптур виставлена на 2-му поверсі Головної будівлі. Колекція містить:
- ранні портрети Гілберта Стюарта й Ераста Салісбері Філда, Маунт-Худ Алберта Бірстадта, Скульптор й король Джорджа де Форест Браша, Великий канал Венеції Томаса Морана, декілька творів Джорджа Іннесса;
- твори американських імпресіоністів Чайлда Хассама й Дж. Алден Віра;
- твори американських модерністів першої половини 20-го сторіччя Мілтона Ейвері, Марсдена Хартли, Джона Слоана, Джорджа Лакса та інших членів Вісьми.

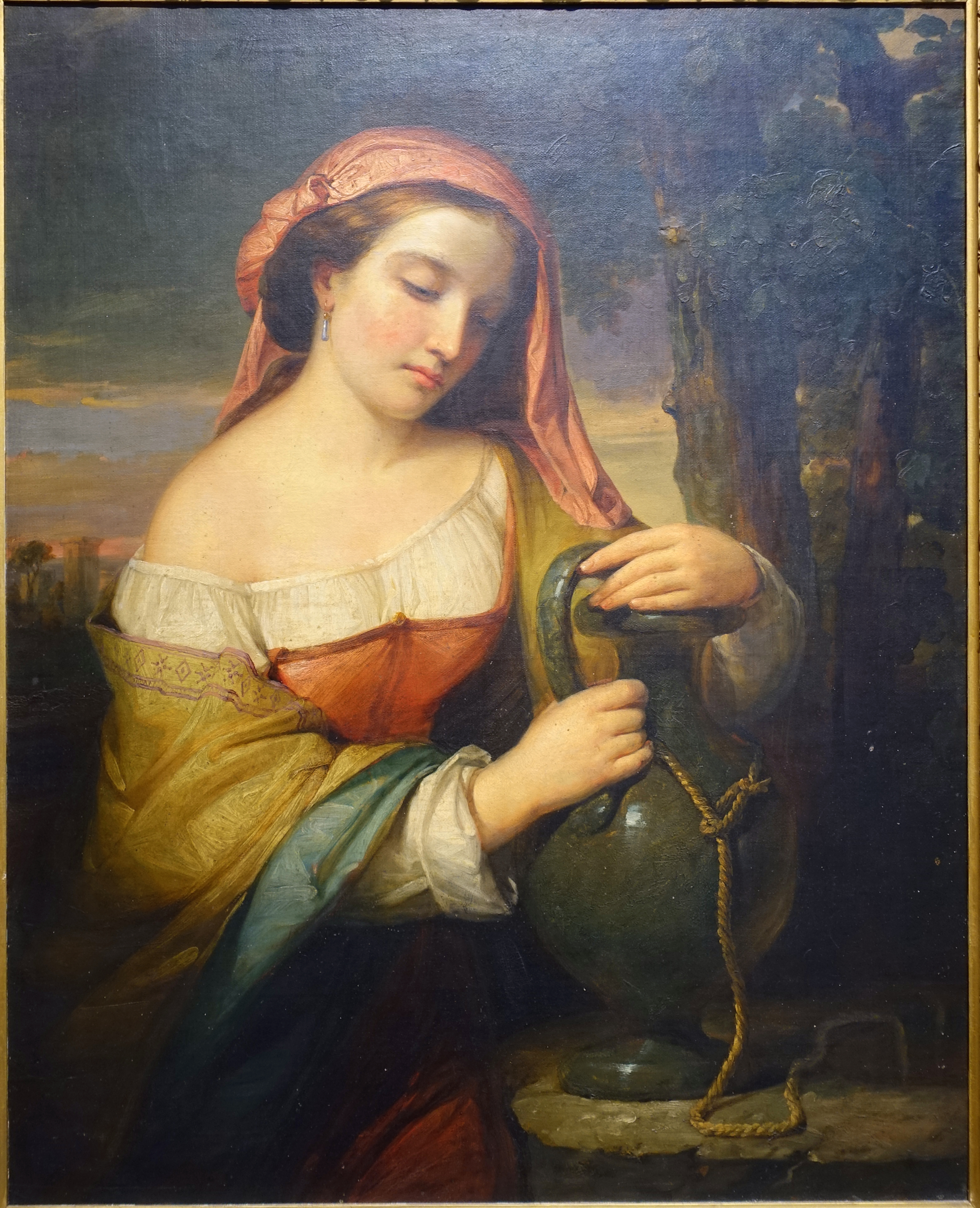
Жінка у криниці Даніеля Хантінгтона - 1843
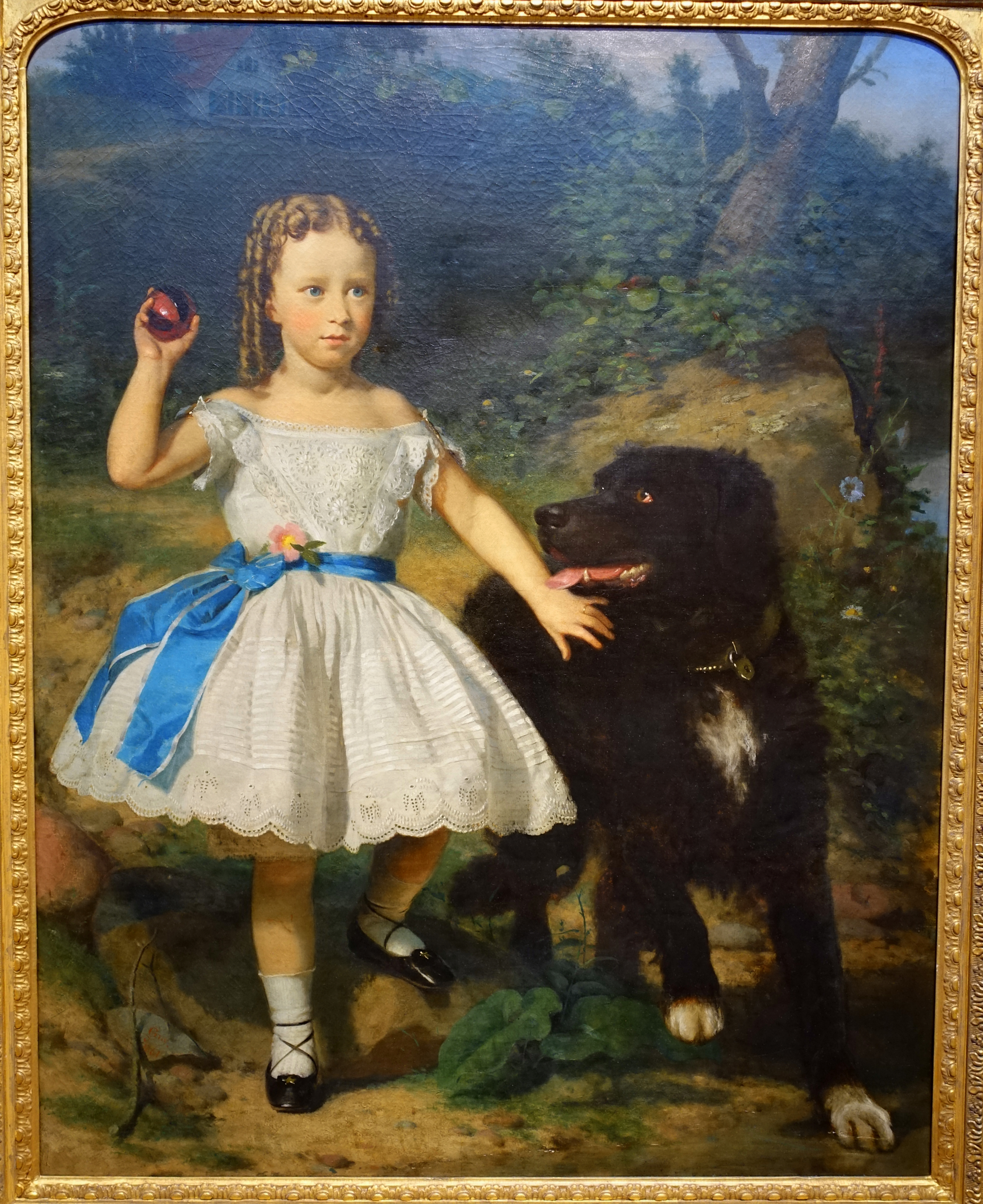
Адель де ла Лансе - Сеймур Джозеф Гай - 1861
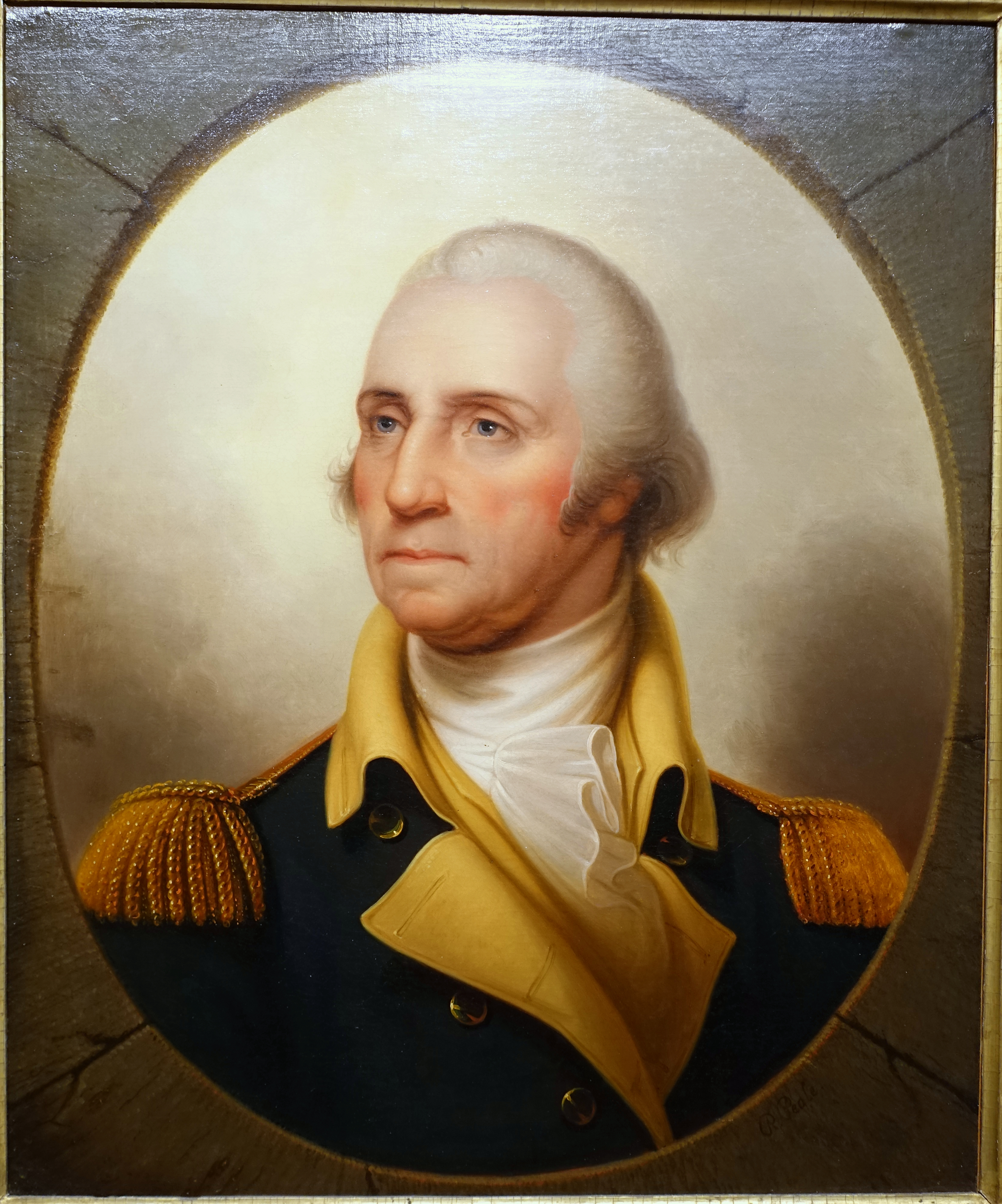
Портрет Джорджа Вашингтона - Рембрант Піл - 1850
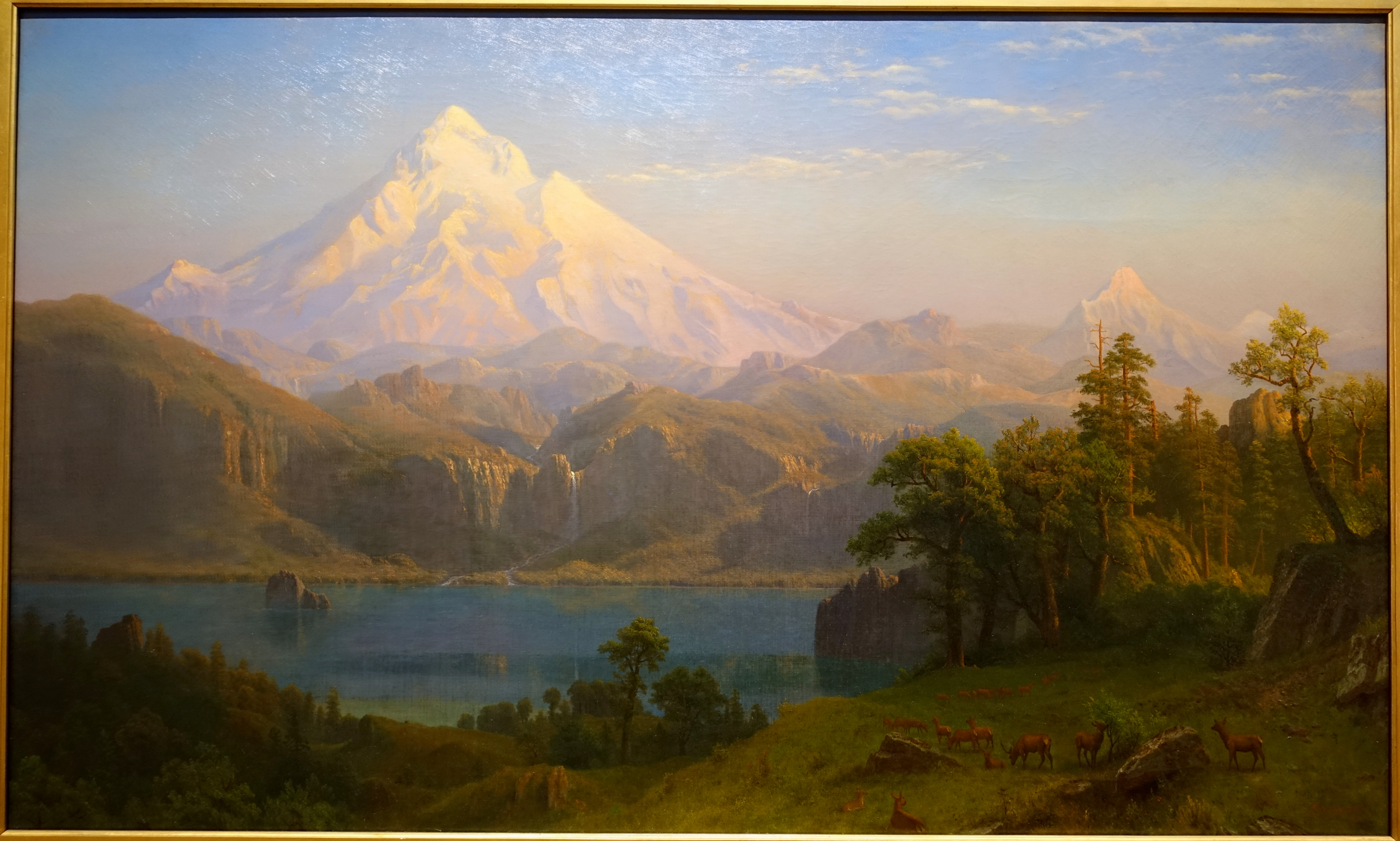
Маунт-Худ - Алберт Бірстадт - 1869
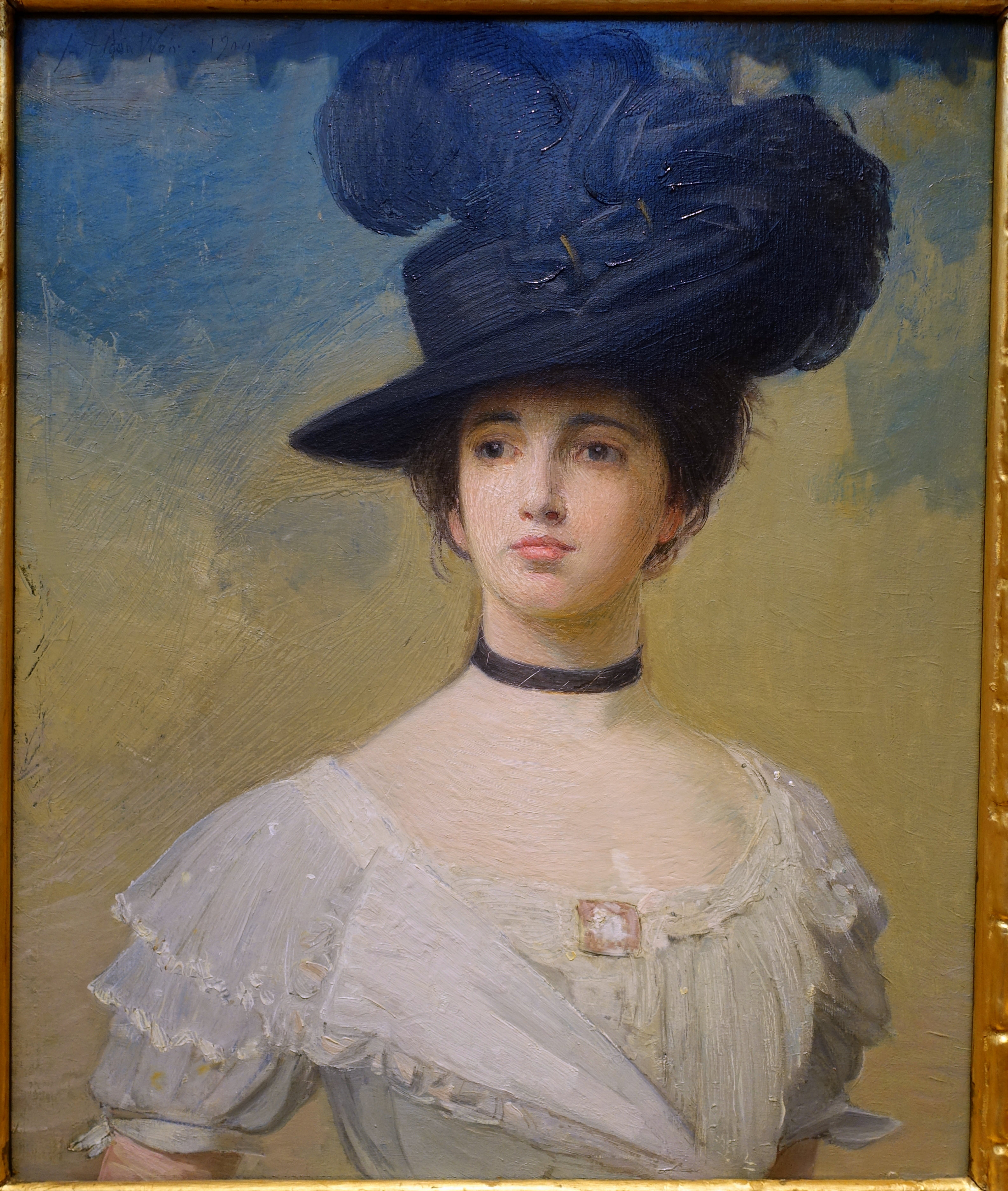
Чорний капелюх - Джюліан Алден Вір - 1900
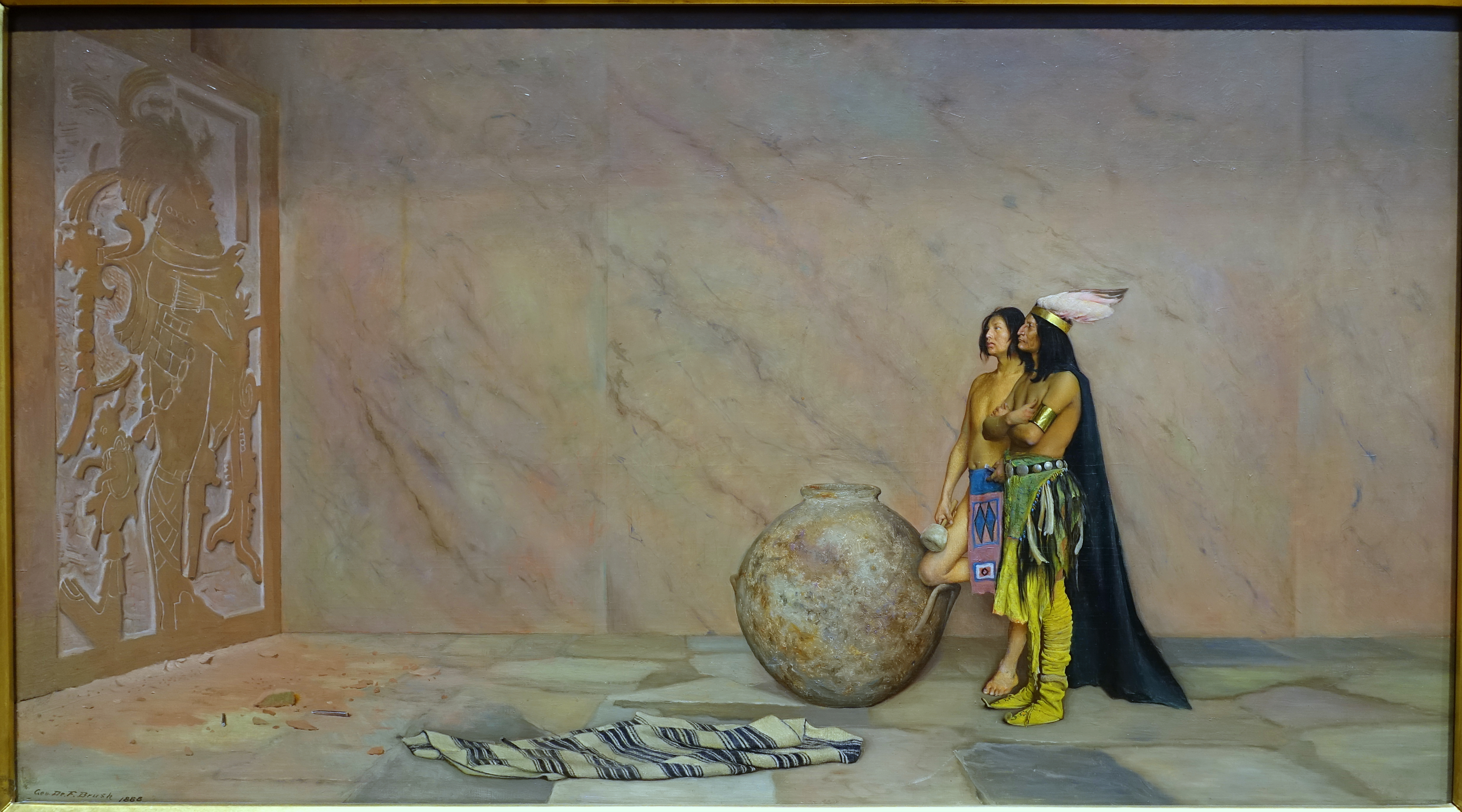
Скульптор й король - Джордж де Форест Браш - 1888
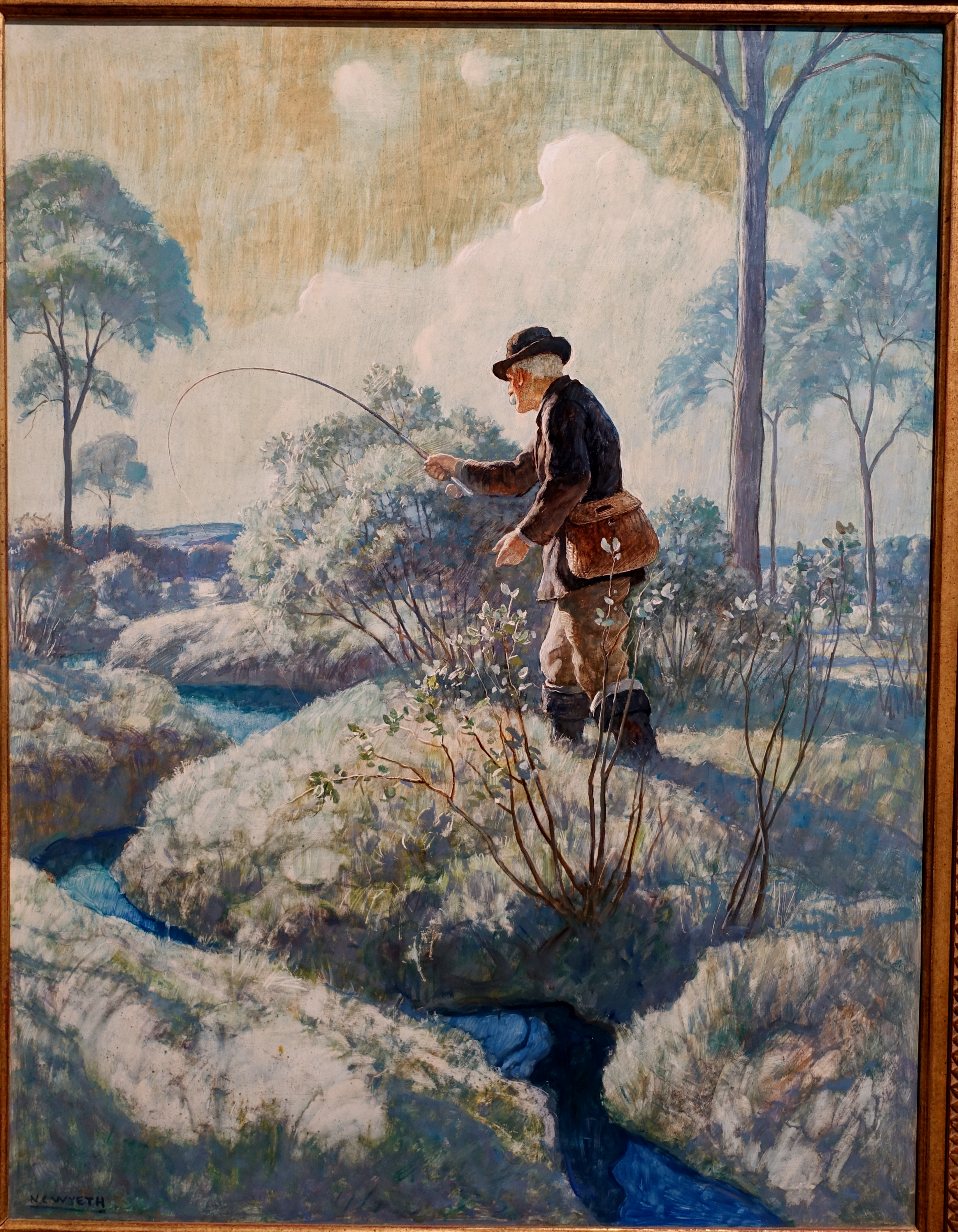
Берт МакКоррізон - Н.С. Вайєт - 1931
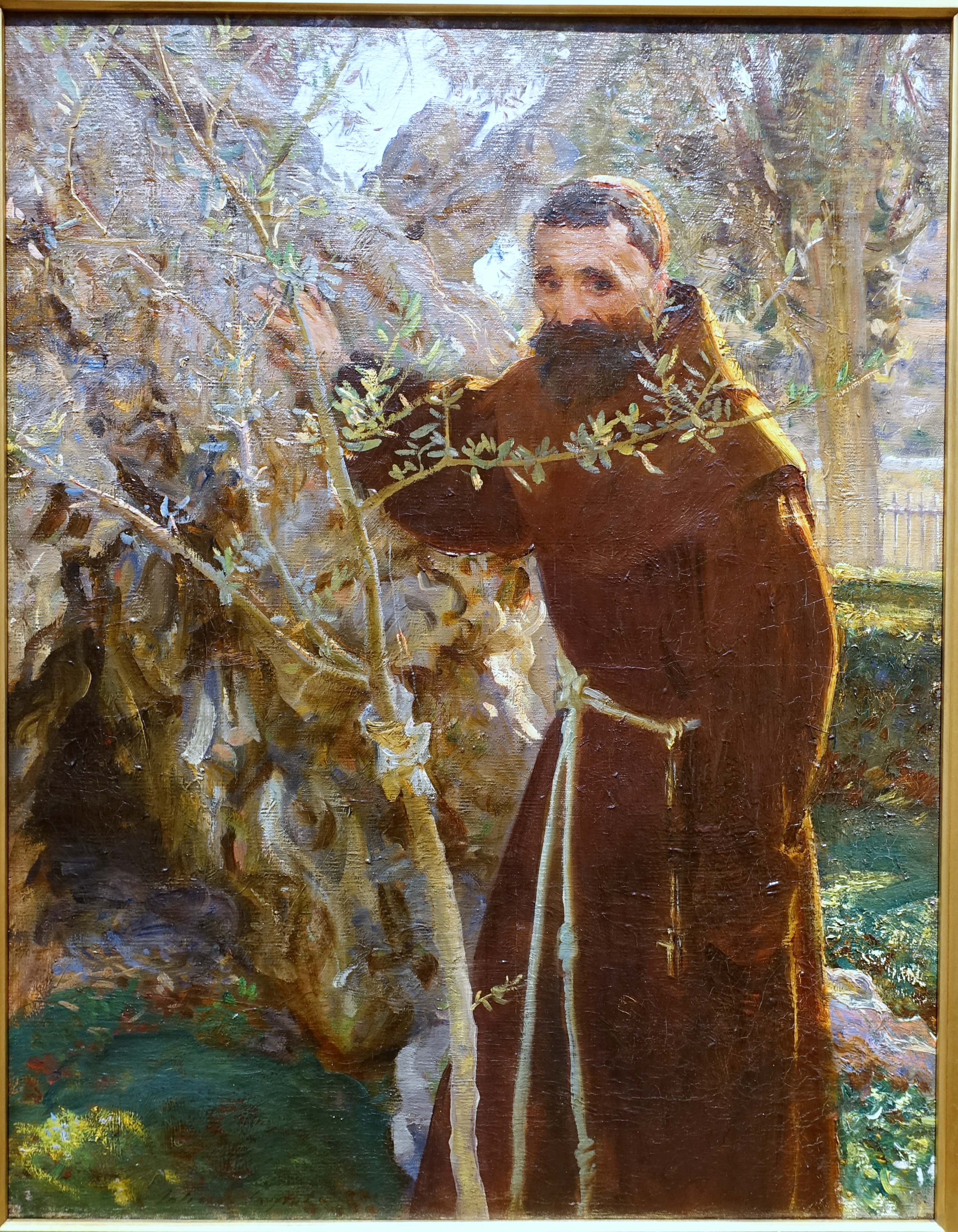
Францисканець у саду Гефсиманії - Джон Сінгер Сарджент - 1905-1906
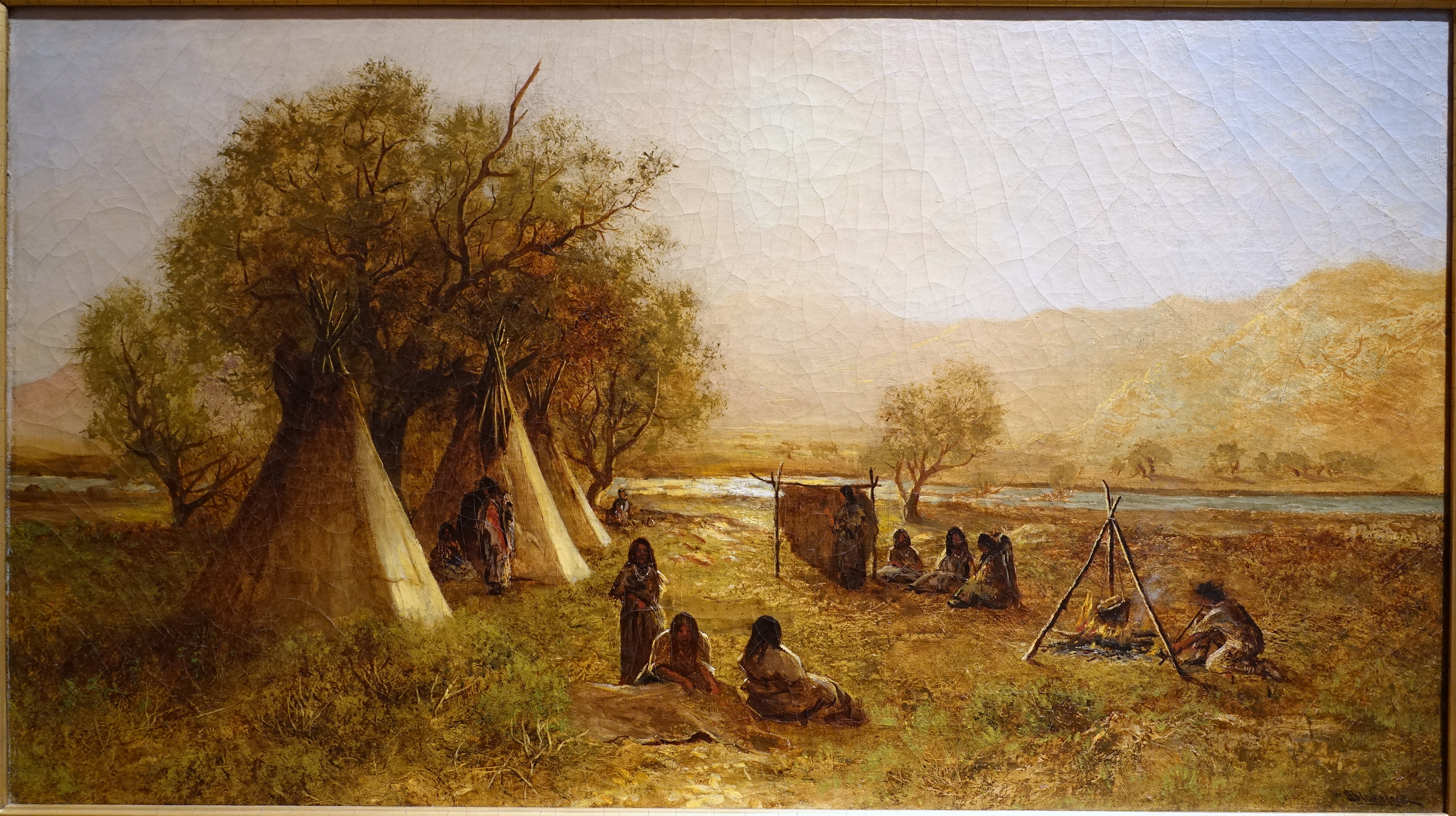
Шейєннський табір - Ральф Блейклок - 1873
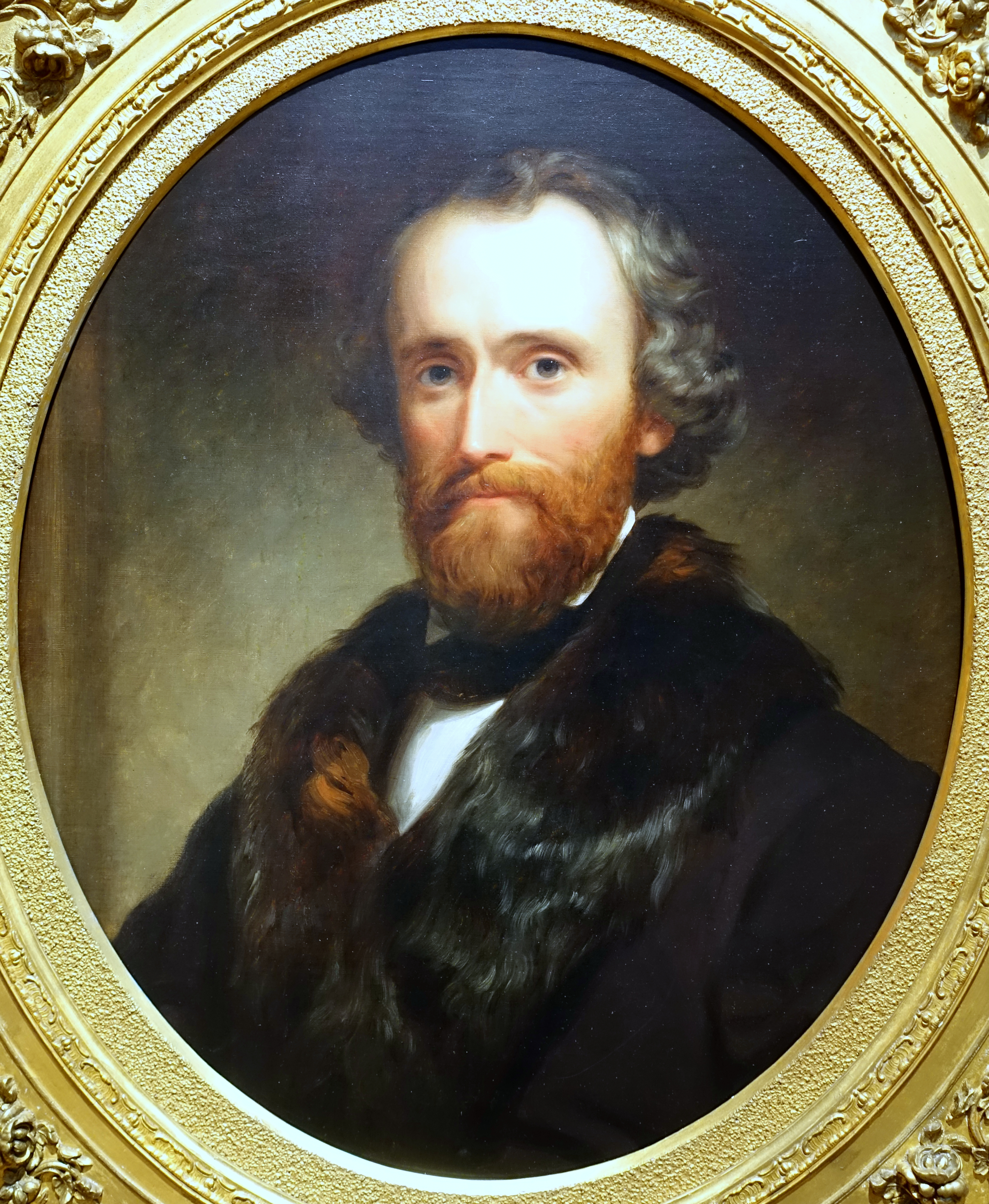
Доктор Вілльям Гамільтон Стоквелл - Чарльз Лорінг Елліотт - 1851
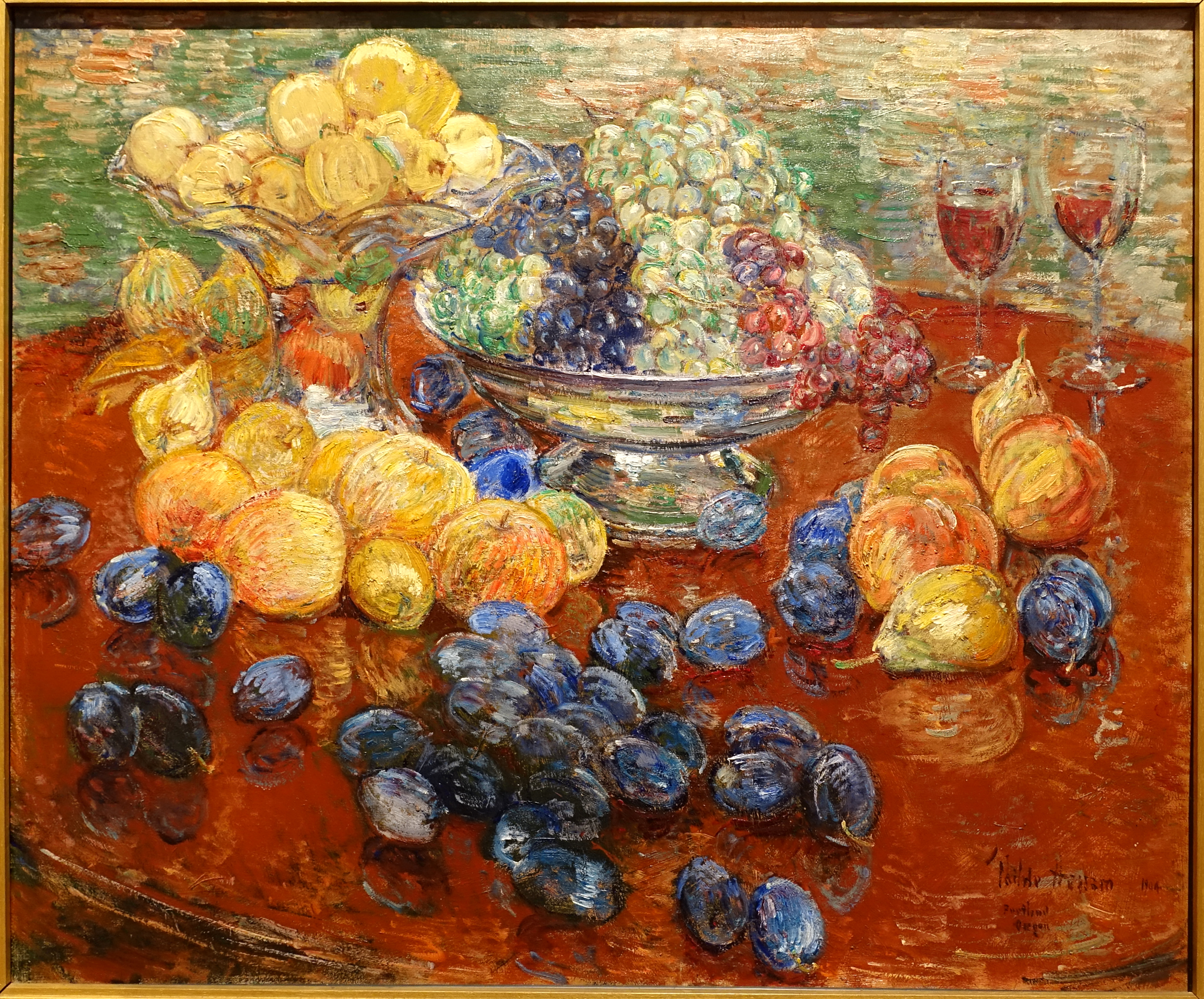
Орегонський натюрморт - Чайлд Хассам - 1904
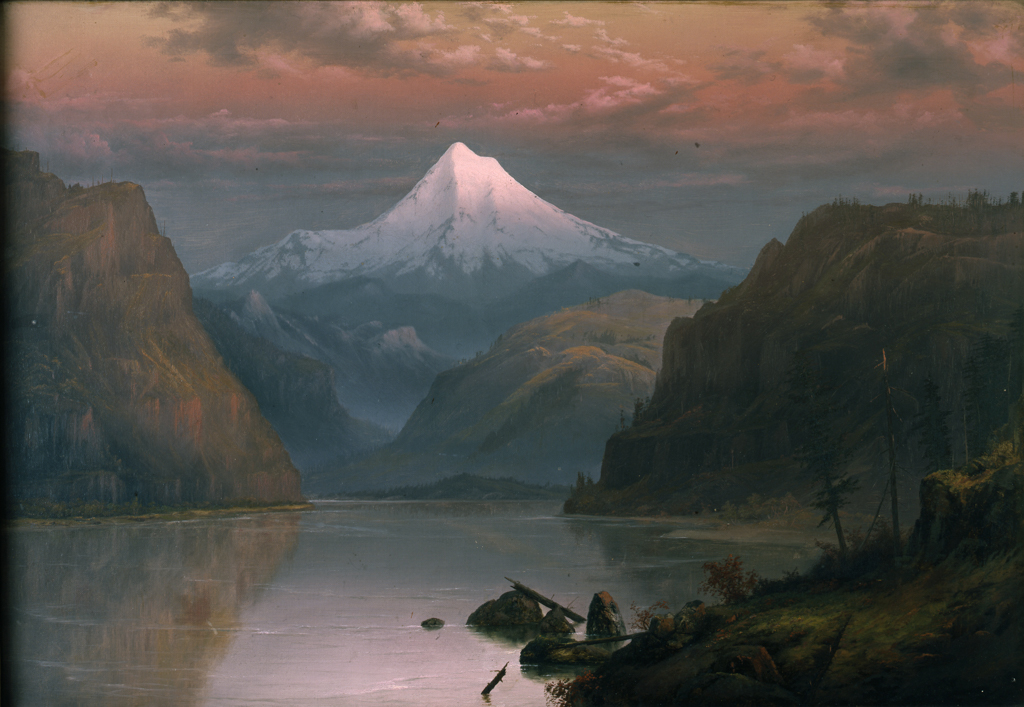
Маунт-Худ - Вілльям Семюел Паррот - 1880
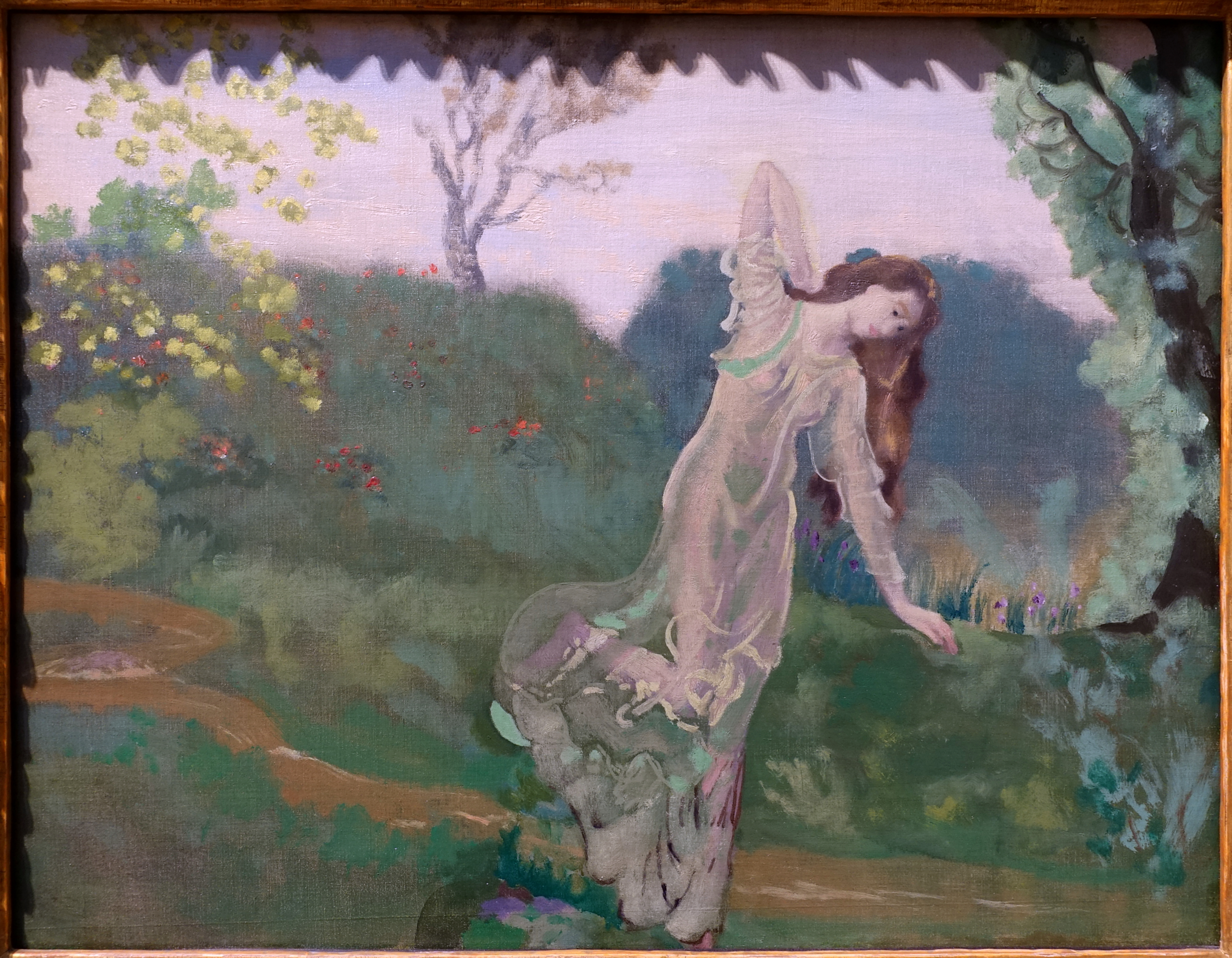
Наша з роси - Артур Б. Дейвіс - 1915
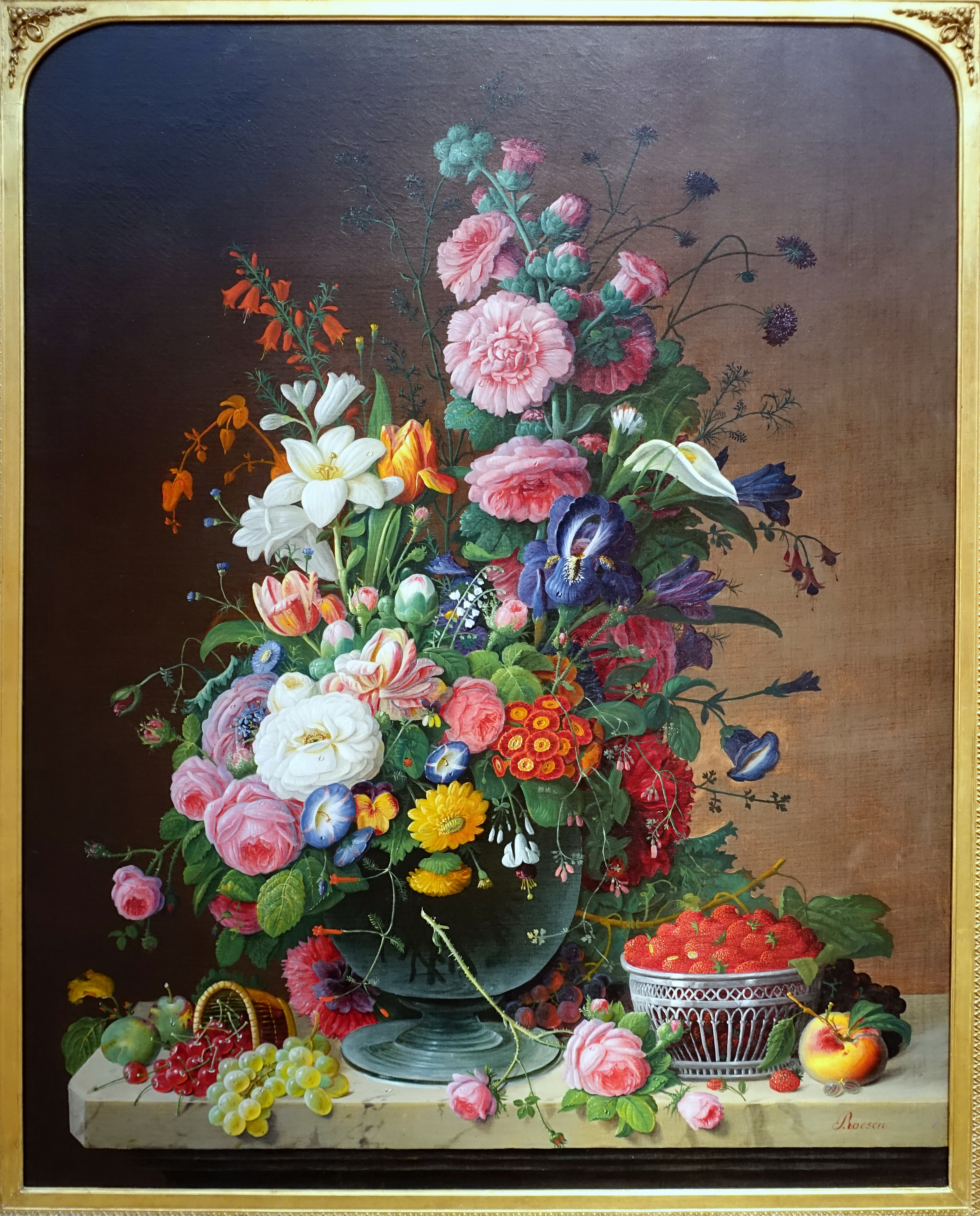
Натюрморт з квітами й плодами - Северін Розен - 1870-1872
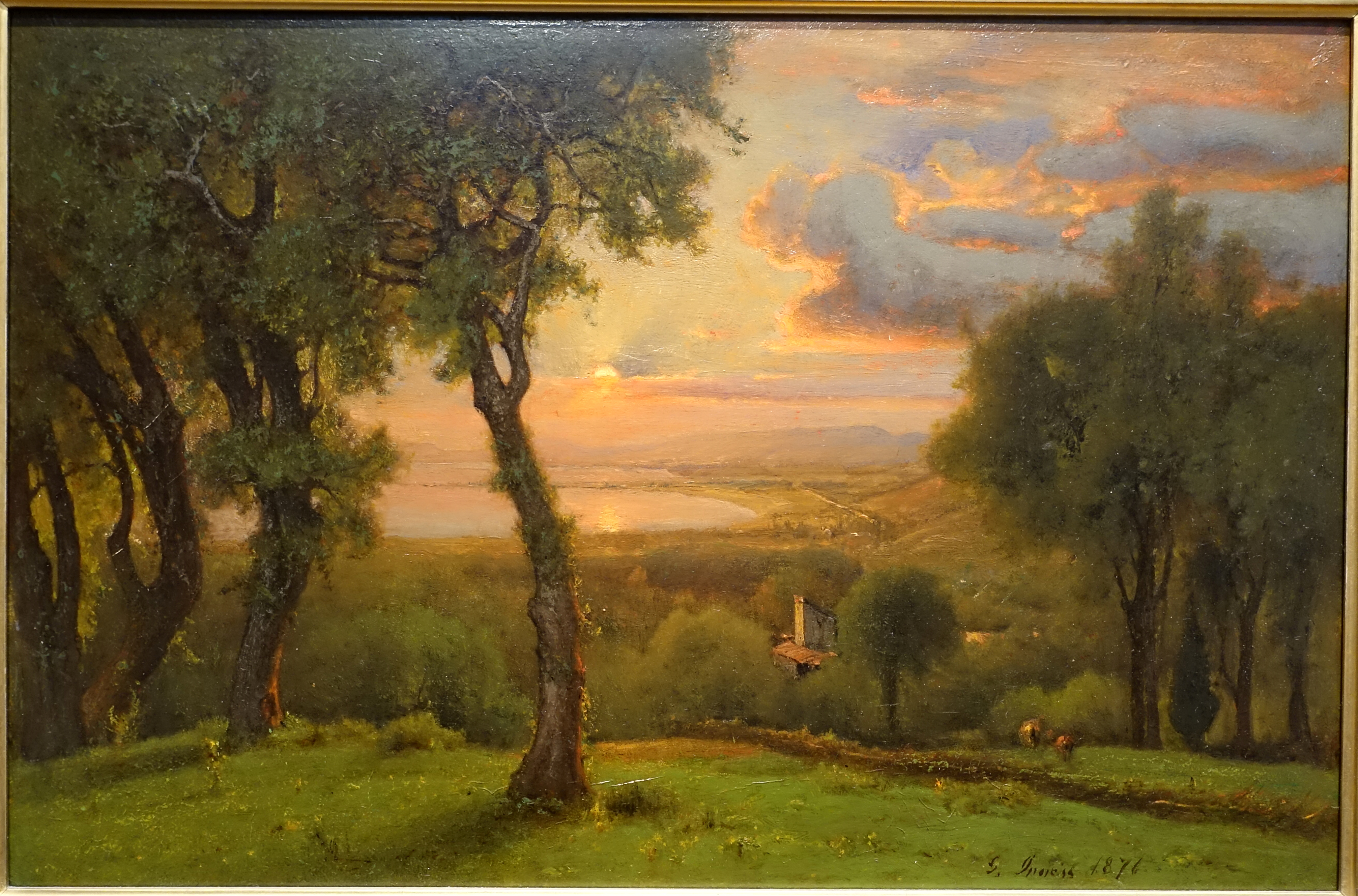
Озеро Трасімено - Джорджа Іннесса - 1876

### Азійське мистецтво
Портланд має довгу історію торгівлі й культурного обміну зі Східною Азією, що вплинуло на колецію у Портландському мистецькому музеї. Галерея, що розташована на 1-му поверсі Головної будівлі й 1-му поверсі крила Гірш у майже 4000 предметів переважно китайського, японського й корейського мистецтва.
- У 1932 році музею була подарована колеція Мері Ендрюс Ладд з майже 800 японських відбитків. Тепер колекція японських відбитків складає біля 1800 екземлярів й також охопила сучасний період. Багатою є колекція живопису й декоративного мистецтва японських періодів Едо (1615—1868) й Мейджі (1868—1912).
- Китайська колекція охоплює час від неоліту до новітнього періоду з головною частиною з кераміки (у тому чилі з гробовищ) династій Хань (206 рік до н. е. — 220 рік по н. е.) й Тан (618—907 роки). Також у колекції є меблі й вироби декоративного мистецтва.
- Корейська колекція значно менша за китайську й японську й охоплює період від IV сторіччя до сучасності. Головною й колекцію є каліграфічна ширма, що зображаю конфуціанські чесноти, 2 портрети XIX сторіччя й меблі багатіїв пізньої династії Чосон (1392—1910).
- Невелика колекція ісламських й індійських картин й південно-азійських буд.

### Модернове й сучасне мистецтва
Митцям, що досі творять, приділена увага музею від започаткування. Істотне зростання колекції робіт XX сторіччя відбулося у кінці 1940-х років. Музею були подаровані скульптури Александра Калдера, Девіда Сміта й Марка ді Суверо; та картини Хелен Франкенталер, Кенета Ноланда й Джулса Олітського.